# Ergebnisse der Kommunalwahlen in Rodewisch

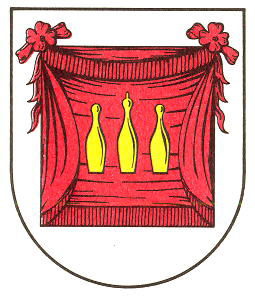
Aktuellste Kommunalwahl in Rodewisch:

Im Folgenden werden die Ergebnisse der Kommunalwahlen in Rodewisch sowie der Ortsteile Rützengrün und Röthenbach aufgelistet. Dabei werden sowohl Wahlen auf kommunaler Ebene als auch Wahlergebnisse überregionaler Wahlen in Rodewisch aufgeführt. Nicht immer sind alle Daten in den Quellen vollständig. Gegebenenfalls sind deshalb beispielsweise nur Ergebnisse des jeweiligen Wahlgewinners angegeben. Zudem sind Ergebnisse von Wahlen vor 1990 ausgesprochen lückenhaft und teilweise vermutlich in den entsprechenden Quellen fehlerhaft angegeben. Gesondert aufgeführt werden (im Regelfall) nur Parteien, die über 1 % erhalten haben.

## Stadtratswahlen
| 2029                         | 2028                         | 2027                         | 2026                         | 2025                         | 2024                         | 2024                         | 2023                         | 2022                         | 2022                         | 2021                         | 2020                         | 2019                         | 2019                         | 2018                         | 2017                         | 2016                         | 2015                         | 2014                         |
| ---------------------------- | ---------------------------- | ---------------------------- | ---------------------------- | ---------------------------- | ---------------------------- | ---------------------------- | ---------------------------- | ---------------------------- | ---------------------------- | ---------------------------- | ---------------------------- | ---------------------------- | ---------------------------- | ---------------------------- | ---------------------------- | ---------------------------- | ---------------------------- | ---------------------------- |
| Susan Petermann              | Susan Petermann              | Susan Petermann              | Susan Petermann              | Susan Petermann              | Susan Petermann              | n. b. (siehe Abschnitt 2019) | n. b. (siehe Abschnitt 2019) | n. b. (siehe Abschnitt 2019) | n. b. (siehe Abschnitt 2019) | n. b. (siehe Abschnitt 2019) | n. b. (siehe Abschnitt 2019) | n. b. (siehe Abschnitt 2019) | Arne Gruschwitz (später CDU) | Arne Gruschwitz (später CDU) | Arne Gruschwitz (später CDU) | Arne Gruschwitz (später CDU) | Arne Gruschwitz (später CDU) | Arne Gruschwitz (später CDU) |
| Tino Wolf                    | Tino Wolf                    | Tino Wolf                    | Tino Wolf                    | Tino Wolf                    | Tino Wolf                    | Wolfgang Diener              | Wolfgang Diener              | Wolfgang Diener              | Wolfgang Diener              | Wolfgang Diener              | Wolfgang Diener              | Wolfgang Diener              | Hermann Schädlich            | Hermann Schädlich            | Hermann Schädlich            | Hermann Schädlich            | Hermann Schädlich            | Hermann Schädlich            |
| Yvonne Menge                 | Yvonne Menge                 | Yvonne Menge                 | Yvonne Menge                 | Yvonne Menge                 | Yvonne Menge                 | Michael Fritzsch             | Michael Fritzsch             | Michael Fritzsch             | Sieghard Meyer (seit 1994)   | Sieghard Meyer (seit 1994)   | Sieghard Meyer (seit 1994)   | Sieghard Meyer (seit 1994)   | Sieghard Meyer (seit 1994)   | Sieghard Meyer (seit 1994)   | Sieghard Meyer (seit 1994)   | Sieghard Meyer (seit 1994)   | Sieghard Meyer (seit 1994)   | Sieghard Meyer (seit 1994)   |
| Bernd Siegl                  | Bernd Siegl                  | Bernd Siegl                  | Bernd Siegl                  | Bernd Siegl                  | Bernd Siegl                  | Angela Brückner              | Angela Brückner              | Angela Brückner              | Angela Brückner              | Angela Brückner              | Angela Brückner              | Angela Brückner              | Angela Brückner              | Angela Brückner              | Angela Brückner              | Angela Brückner              | Angela Brückner              | Angela Brückner              |
| Claudia Roßmann-Kansorra     | Claudia Roßmann-Kansorra     | Claudia Roßmann-Kansorra     | Claudia Roßmann-Kansorra     | Claudia Roßmann-Kansorra     | Claudia Roßmann-Kansorra     | Gerd Kürschner               | Gerd Kürschner               | Gerd Kürschner               | Gerd Kürschner               | Gerd Kürschner               | Gerd Kürschner               | Gerd Kürschner               | Gerd Kürschner               | Gerd Kürschner               | Gerd Kürschner               | Gerd Kürschner               | Gerd Kürschner               | Gerd Kürschner               |
| Tina Schürer                 | Tina Schürer                 | Tina Schürer                 | Tina Schürer                 | Tina Schürer                 | Tina Schürer                 | Mathias Bärthel              | Mathias Bärthel              | Mathias Bärthel              | Mathias Bärthel              | Mathias Bärthel              | Mathias Bärthel              | Mathias Bärthel              | Mathias Bärthel              | Mathias Bärthel              | Mathias Bärthel              | Mathias Bärthel              | Mathias Bärthel              | Mathias Bärthel              |
| Petra Denkinger              | Petra Denkinger              | Petra Denkinger              | Petra Denkinger              | Petra Denkinger              | Petra Denkinger              | Ulrich Bierbaum              | Ulrich Bierbaum              | Ulrich Bierbaum              | Ulrich Bierbaum              | Ulrich Bierbaum              | Ulrich Bierbaum              | Ulrich Bierbaum              | Peter Seidel                 | Peter Seidel                 | Peter Seidel                 | Peter Seidel                 | Peter Seidel                 | Peter Seidel                 |
| Luisa-Sophie Wolf            | Luisa-Sophie Wolf            | Luisa-Sophie Wolf            | Luisa-Sophie Wolf            | Luisa-Sophie Wolf            | Luisa-Sophie Wolf            | Mike Popp                    | Mike Popp                    | Mike Popp                    | Mike Popp                    | Mike Popp                    | Mike Popp                    | Mike Popp                    | Tino Dutzky                  | Tino Dutzky                  | Tino Dutzky                  | Tino Dutzky                  | Tino Dutzky                  | Tino Dutzky                  |
| Patrick Reisch               |                              |                              |                              |                              |                              |                              |                              |                              |                              |                              |                              |                              |                              |                              |                              |                              |                              |                              |
| Silvia Fehlberg              |                              |                              |                              |                              |                              |                              |                              |                              |                              |                              |                              |                              |                              |                              |                              |                              |                              |                              |
| Arne Gruschwitz (vorher DSU) | Arne Gruschwitz (vorher DSU) | Arne Gruschwitz (vorher DSU) | Arne Gruschwitz (vorher DSU) | Arne Gruschwitz (vorher DSU) | Arne Gruschwitz (vorher DSU) | Arne Gruschwitz (vorher DSU) | Arne Gruschwitz (vorher DSU) | Arne Gruschwitz (vorher DSU) | Arne Gruschwitz (vorher DSU) | Arne Gruschwitz (vorher DSU) | Arne Gruschwitz (vorher DSU) | Arne Gruschwitz (vorher DSU) | Christian Bretschneider      | Christian Bretschneider      | Christian Bretschneider      | Christian Bretschneider      | Christian Bretschneider      | Christian Bretschneider      |
| Steffen Seifart              | Steffen Seifart              | Steffen Seifart              | Steffen Seifart              | Steffen Seifart              | Steffen Seifart              | Steffen Seifart              | Steffen Seifart              | Steffen Seifart              | Steffen Seifart              | Steffen Seifart              | Steffen Seifart              | Steffen Seifart              | Gudrun Severin               | Gudrun Severin               | Gudrun Severin               | Gudrun Severin               | Gudrun Severin               | Gudrun Severin               |
| Tina Lambert                 | Tina Lambert                 | Tina Lambert                 | Tina Lambert                 | Tina Lambert                 | Tina Lambert                 | Carola Neumann               | Carola Neumann               | Carola Neumann               | Carola Neumann               | Carola Neumann               | Carola Neumann               | Carola Neumann               | Mike Winkler                 | Mike Winkler                 | Mike Winkler                 | Mike Winkler                 | Mike Winkler                 | Mike Winkler                 |
| Jürgen Unger                 |                              |                              |                              |                              |                              |                              |                              |                              |                              |                              |                              |                              |                              |                              |                              |                              |                              |                              |
| Matthias Ditscherlein        | Matthias Ditscherlein        | Matthias Ditscherlein        | Matthias Ditscherlein        | Matthias Ditscherlein        | Matthias Ditscherlein        | Matthias Umlauf              | Matthias Umlauf              | Matthias Umlauf              | Matthias Umlauf              | Matthias Umlauf              | Matthias Umlauf              | Matthias Umlauf              | Matthias Umlauf              | Matthias Umlauf              | Matthias Umlauf              | Matthias Umlauf              | Matthias Umlauf              | Matthias Umlauf              |
| Mike Winkler                 | Mike Winkler                 | Mike Winkler                 | Mike Winkler                 | Mike Winkler                 | Mike Winkler                 | Mike Winkler                 | Mike Winkler                 | Mike Winkler                 | Horst Schubert               | Horst Schubert               | Horst Schubert               | Horst Schubert               | Horst Schubert               | Horst Schubert               | Horst Schubert               | Horst Schubert               | Horst Schubert               | Horst Schubert               |
| 0                            |                              |                              |                              |                              |                              |                              |                              |                              |                              |                              |                              |                              |                              |                              |                              |                              |                              |                              |
| Legende:                     | AfD                          | AfD                          | CDU                          | CDU                          | Gemeinsam für Rodewisch      | Gemeinsam für Rodewisch      | Gemeinsam für Rodewisch      | Gemeinsam für Rodewisch      | Gemeinsam für Rodewisch      | Gemeinsam für Rodewisch      | SPD                          | SPD                          | Linke                        | Linke                        | DSU                          | DSU                          |                              |                              |

### Wahlbeteiligung
| Wahl     | Wahlbeteiligung | Wahlbeteiligung | Wahlberechtigte | Wähler |
| -------- | --------------- | --------------- | --------------- | ------ |
| 2024     | 66,4 %          | + 3,2 %p        | 5.237           | 3.478  |
| 2019     | 63,2 %          | + 20,5 %p       | 5.394           | 3.409  |
| 2014     | 42,7 %          | + 2,9 %p        | 5.654           | 2.413  |
| 2009     | 39,8 %          | + 0,5 %p        | 6.157           | 2.453  |
| 2004     | 39,3 %          | - 6,6 %p        | 6.405           | 2.518  |
| 1999     | 45,9 %          | - 23,5 %p       | 6.612           | 3.036  |
| 1994     | 69,4 %          | - 7,0 %p        | 6.799           | 4.717  |
| 1990 (*) | 76,4 %          | + 76,4 %p       | 7.034           | 5.375  |

(*) inkl. der damals noch nicht eingemeindeten Gemeinden Rützengrün und Röthenbach

### 2024
Bei den Stadtratswahlen am 9. Juni 2024 traten in Rodewisch die vier im Stadtrat vertretenen Parteien sowie eine Wählergruppe an. Es traten 33 Kandidaten wie folgt für die einzelnen Vorschläge an (in Klammern die Veränderung an Kandidaten zu 2019):
- CDU: 13 (−2)
- SPD: 7 (+3)
- AfD 7 (+6)
- Linke 1 (−2)
- Gemeinsam für Rodewisch 5 (neu).

Drei weitere Gruppierungen, darunter das BSW, erhielten nicht ausreichend Unterstützungsunterschriften, um antreten zu dürfen.
| Stimmen | ungültige Stimmzettel | gültige Stimmzettel | Partei | CDU | AfD | GfR | SPD | Linke |
| --- | --- | --- | --- | --- | --- | --- | --- | --- |
| 9875 100,0 % | 60 (1,8 %) | 3418 (98,2 %) | Stimmen rel. (in %) | 33,8 | 33,6 | 17,5 | 11,3 | 3,8 |
| 3478 Wähler | 60 (1,8 %) | 3418 (98,2 %) | Sitzverteilung | 5 | 5 | 3 | 2 | 1 |
| 3478 Wähler | 60 (1,8 %) | 3418 (98,2 %) | Stimmen abs. | 3332 | 3318 | 1733 | 1120 | 371 |
| Stadtratswahl 2024Wahlbeteiligung: 66,4 % 6050403020100 33,8 % (−21,1 %p)33,6 % (+20,7 %p)17,5 %11,3 % (−2,5 %p)3,8 % (−9,4 %p) CDUAfDGfRSPDLinke20192024 | Stadtratswahl 2024Wahlbeteiligung: 66,4 % 6050403020100 33,8 % (−21,1 %p)33,6 % (+20,7 %p)17,5 %11,3 % (−2,5 %p)3,8 % (−9,4 %p) CDUAfDGfRSPDLinke20192024 | Stadtratswahl 2024Wahlbeteiligung: 66,4 % 6050403020100 33,8 % (−21,1 %p)33,6 % (+20,7 %p)17,5 %11,3 % (−2,5 %p)3,8 % (−9,4 %p) CDUAfDGfRSPDLinke20192024 | Stadtrat ParteienInsgesamt 16 Sitze - Linke: 1 - SPD: 2 - GfR: 3 - CDU: 5 - AfD: 5 Stadtrat FraktionenInsgesamt 16 Sitze - SPD/Linke: 3 - GfR: 3 - CDU: 5 - AfD: 5 | Stadtrat ParteienInsgesamt 16 Sitze - Linke: 1 - SPD: 2 - GfR: 3 - CDU: 5 - AfD: 5 Stadtrat FraktionenInsgesamt 16 Sitze - SPD/Linke: 3 - GfR: 3 - CDU: 5 - AfD: 5 | Stadtrat ParteienInsgesamt 16 Sitze - Linke: 1 - SPD: 2 - GfR: 3 - CDU: 5 - AfD: 5 Stadtrat FraktionenInsgesamt 16 Sitze - SPD/Linke: 3 - GfR: 3 - CDU: 5 - AfD: 5 | Stadtrat ParteienInsgesamt 16 Sitze - Linke: 1 - SPD: 2 - GfR: 3 - CDU: 5 - AfD: 5 Stadtrat FraktionenInsgesamt 16 Sitze - SPD/Linke: 3 - GfR: 3 - CDU: 5 - AfD: 5 | Stadtrat ParteienInsgesamt 16 Sitze - Linke: 1 - SPD: 2 - GfR: 3 - CDU: 5 - AfD: 5 Stadtrat FraktionenInsgesamt 16 Sitze - SPD/Linke: 3 - GfR: 3 - CDU: 5 - AfD: 5 | Stadtrat ParteienInsgesamt 16 Sitze - Linke: 1 - SPD: 2 - GfR: 3 - CDU: 5 - AfD: 5 Stadtrat FraktionenInsgesamt 16 Sitze - SPD/Linke: 3 - GfR: 3 - CDU: 5 - AfD: 5 |

Gewählt wurden (geordnet nach auf sie vereinigten Stimmen, wobei jeder Wähler drei Stimmen hat, die er frei verteilen kann): Susan Petermann (AfD, 952), Tina Schürer (GfR, 836), Silvia Fehlberg (CDU, 581), Tino Wolf (AfD, 573), Arne Gruschwitz (CDU, 562), Yvonne Menge (AfD, 480), Steffen Seifart (CDU, 476), Bernd Siegl (AfD, 462), Claudia, Roßmann-Kansorra (AfD, 444), Jürgen Unger (SPD, 387), Mike Winkler (Linke, 371), Matthias Ditscherlein (SPD, 302), Petra Denkinger (GfR, 275), Luisa-Sophie Wolf (GfR, 268), Patrick Reisch (CDU, 263), Tina Lambert (CDU, 238).
Als Ersatzpersonen wurden gewählt: Sebastian Roßmann (AfD, 253), Markus Winkler (CDU, 235), Markus Baumann (CDU, 218), Michael Fritzsch (CDU, 216), Maxi Zelmer (GfR, 211), Torsten Neumann (AfD, 154), Lukas Mattes (SPD, 146), Cornelia Wolf (GfR, 143), Daniela Erber (CDU, 127), Yannick Geldmacher (CDU, 123), Ronny Kaiser (CDU, 102), Felix Otto Schwalbe (CDU, 99), René Koschorreck (CDU, 93), Erdmute Polster (SPD, 84), Tom Hoffmann (SPD, 80), Jeanette Steiner (SPD, 66), Romina Reinhold (SPD, 55).
| Beschlußnummer | anwesend | Vorschläge            | Vorschläge            | Enthaltung | ungültig | Ergebnis                                                                 |
| Beschlußnummer | anwesend | Arne Gruschwitz (CDU) | Susan Petermann (AfD) | Enthaltung | ungültig | Ergebnis                                                                 |
| --- | -------- | --------------------- | --------------------- | ---------- | -------- | ------------------------------------------------------------------------ |
| SR/41/2024 | 17       | 12                    | 5                     | 0          | 0        | Stadtrat Arne Gruschwitz zum Stellvertreter der Bürgermeisterin gewählt. |
| Die neue Hauptsatzung der Stadt Rodewisch kennt anders als früher nur noch einen Stellvertreter. Ein Antrag der AfD nach wie vor mehrere Stellvertreter wählen zu können, erhielt folgendes Ergebnis. |          |                       |                       |            |          |                                                                          |
| Antrag AfD | anwesend | ja                    | nein                  | Enthaltung | ungültig | Ergebnis                                                                 |
| Antrag AfD | 17       | 5                     | 10                    | 2          | –        | Die Hauptsatzung wird nicht geändert.                                    |

### 2019
Die bisher letzte Wahl war am 26. Mai 2019 gemeinsam mit der Europawahl 2019. Vermutlich ist daher auch die Wahlbeteiligung um mehr als 20 Prozentpunkte auf 63,2 % gestiegen. Konkret gingen von 5394 Wahlberechtigten 3409 zur Wahl.
| Stimmen | ungültige Stimmzettel | gültige Stimmzettel | Partei                                                                      | CDU                                                                                                   | SPD                                                                                                   | Linke                                                                                                 | AfD                                                                                                   | DSU                                                                                                   |
| --- | --- | --- | --------------------------------------------------------------------------- | --- | --- | --- | --- | --- |
| 9577 100,0 % | 59 1,7 % | 3350 98,3 % | Stimmen rel. (in %)                                                         | 54,9                                                                                                  | 13,8                                                                                                  | 13,2                                                                                                  | 12,9                                                                                                  | 5,2                                                                                                   |
| 3409 Wähler | 59 1,7 % | 3350 98,3 % | Sitzverteilung                                                              | 10 | 2 | 2 | 1 | 0 |
| 3409 Wähler | 59 1,7 % | 3350 98,3 % | Stimmen abs.                                                                | 5255                                                                                                  | 1320                                                                                                  | 1268                                                                                                  | 1236                                                                                                  | 498                                                                                                   |
| Stadtratswahl 2019 %6050403020100 54,9 % (+6,3 %p)13,8 % (−7,3 %p)13,2 % (−4,3 %p)12,9 % (n. k. %p)5,2 % (−7,7 %p) CDUSPDLinkeAfDDSU20142019 | Stadtratswahl 2019 %6050403020100 54,9 % (+6,3 %p)13,8 % (−7,3 %p)13,2 % (−4,3 %p)12,9 % (n. k. %p)5,2 % (−7,7 %p) CDUSPDLinkeAfDDSU20142019 | Stadtratswahl 2019 %6050403020100 54,9 % (+6,3 %p)13,8 % (−7,3 %p)13,2 % (−4,3 %p)12,9 % (n. k. %p)5,2 % (−7,7 %p) CDUSPDLinkeAfDDSU20142019 | Stadtrat 2019–2024Insgesamt 15 Sitze - Linke: 2 - SPD: 2 - CDU: 10 - AfD: 1 | Stadtrat 2019–2024 (rechnerisch)Insgesamt 16 Sitze - Linke: 2 - SPD: 2 - CDU: 10 - AfD: 1 - vakant: 1 | Stadtrat 2019–2024 (rechnerisch)Insgesamt 16 Sitze - Linke: 2 - SPD: 2 - CDU: 10 - AfD: 1 - vakant: 1 | Stadtrat 2019–2024 (rechnerisch)Insgesamt 16 Sitze - Linke: 2 - SPD: 2 - CDU: 10 - AfD: 1 - vakant: 1 | Stadtrat 2019–2024 (rechnerisch)Insgesamt 16 Sitze - Linke: 2 - SPD: 2 - CDU: 10 - AfD: 1 - vakant: 1 | Stadtrat 2019–2024 (rechnerisch)Insgesamt 16 Sitze - Linke: 2 - SPD: 2 - CDU: 10 - AfD: 1 - vakant: 1 |

Gewählt wurden (geordnet nach auf sie vereinigten Stimmen, wobei jeder Wähler drei Stimmen hat, die er frei verteilen kann): Wolfgang Diener (AfD), Mathias Bärthel (CDU), Gerd Kürschner (CDU), Arne Gruschwitz (CDU), Angela Brückner (CDU), Matthias Umlauf (Linke), Jürgen Unger (SPD), Sieghard Meyer (CDU), Horst Schubert (Linke), Carola Neumann (SPD), Steffen Seifart (CDU), Silvia Fehlberg (CDU), Ulrich Bierbaum (CDU), Patrick Reisch (CDU), Mike Popp (CDU).
Als Ersatzpersonen wurden gewählt: Mike Winkler (Linke), Steffen Beyerlein (SPD), Michael Fritzsch (CDU), Volker Streichsbier (CDU), Daniela Erber (CDU), Petra Denkinger (CDU), Sebastian Seidel (CDU), Alexander Breunig (SPD).
2022 schieden Sieghard Meyer und Horst Schubert aus. Für sie rückten Michael Fritzsch (CDU) und Mike Winkler (Linke) nach.
Rechnerisch stünden der AfD (1236 von 9577 Stimmen) zwei Sitze zu. Aufgrund der Bestimmungen des sächsischen Kommunalwahlgesetzes bleiben jedoch Sitze unbesetzt, wenn auf einen Wahlvorschlag mehr Sitze entfallen als Bewerber vorhanden sind. Der Stadtrat bestand deshalb in dieser Wahlperiode nur aus 15 und nicht aus 16 Abgeordneten.
| Beschlußnummer | anwesend  | Für | Gegen | Enthaltung | Ergebnis                                                            |
| SR/67/2019     | 15 von 16 | 15  | 0     | 0          | Stadtrat Bärthel als 1. Stellvertretender Bürgermeister gewählt.    |
| SR/68/2019     | 15 von 16 | 15  | 0     | 0          | Stadtrat Gruschwitz als 2. Stellvertretender Bürgermeister gewählt. |

### 2014
Die Wahl im Jahr 2014 fand am 25. Mai statt. Von 5654 Wahlberechtigten gingen 2413 Rodewischer zur Wahl. Das entspricht einer Wahlbeteiligung von 42,7 %.
| Stimmen | ungültige Stimmzettel                                                                                                   | gültige Stimmzettel | Partei                                                                     | CDU                                                                        | SPD                                                                        | Linke                                                                      | DSU                                                                        |
| --- | --- | --- | -------------------------------------------------------------------------- | -------------------------------------------------------------------------- | -------------------------------------------------------------------------- | -------------------------------------------------------------------------- | -------------------------------------------------------------------------- |
| 6767 100,0 % | 67 2,8 % | 2346 97,2 % | Stimmen rel. (in %)                                                        | 48,6                                                                       | 21,1                                                                       | 17,5                                                                       | 12,9                                                                       |
| 2413 Wähler | 67 2,8 % | 2346 97,2 % | Sitzverteilung                                                             | 8                                                                          | 3                                                                          | 3                                                                          | 2                                                                          |
| 2413 Wähler | 67 2,8 % | 2346 97,2 % | Stimmen abs.                                                               | 3287                                                                       | 1426                                                                       | 1183                                                                       | 871                                                                        |
| Stadtratswahl 2014 %50403020100 48,6 % (+3,1 %p)21,1 % (+2,9 %p)17,5 % (−5,2 %p)12,9 % (−0,7 %p) CDUSPDLinkeDSU20092014 | Stadtratswahl 2014 %50403020100 48,6 % (+3,1 %p)21,1 % (+2,9 %p)17,5 % (−5,2 %p)12,9 % (−0,7 %p) CDUSPDLinkeDSU20092014 | Stadtratswahl 2014 %50403020100 48,6 % (+3,1 %p)21,1 % (+2,9 %p)17,5 % (−5,2 %p)12,9 % (−0,7 %p) CDUSPDLinkeDSU20092014 | Stadtrat 2014–2019Insgesamt 16 Sitze - Linke: 3 - SPD: 3 - CDU: 8 - DSU: 2 | Stadtrat 2014–2019Insgesamt 16 Sitze - Linke: 3 - SPD: 3 - CDU: 8 - DSU: 2 | Stadtrat 2014–2019Insgesamt 16 Sitze - Linke: 3 - SPD: 3 - CDU: 8 - DSU: 2 | Stadtrat 2014–2019Insgesamt 16 Sitze - Linke: 3 - SPD: 3 - CDU: 8 - DSU: 2 | Stadtrat 2014–2019Insgesamt 16 Sitze - Linke: 3 - SPD: 3 - CDU: 8 - DSU: 2 |

Gewählt wurden (geordnet nach auf sie vereinigten Stimmen, wobei jeder Wähler drei Stimmen hat, die er frei verteilen kann): Sieghard Meyer (CDU), Horst Schubert (Linke), Christian Bretschneider (SPD), stimmengleich Angela Brückner (CDU) und Matthias Umlauf (Linke), Gerd Kürschner (CDU), Tino Dutzky (CDU), Matthias Bärthel (CDU), Christian Wetzig (DSU), Hermann Schädlich (DSU), Peter Seidel (CDU), Jürgen Unger (SPD), Gudrun Severin (SPD), Patrick Reisch (CDU), Mike Winkler (Linke), Silvia Fehlberg (CDU).
Christian Wetzig konnte sein Amt nicht antreten; für ihn nahm das Mandat als erste Ersatzperson Arne Gruschwitz an, der später weiter für die CDU im Stadtrat saß.

### 2009
Die nächste Wahl fand am 7. Juni 2009 statt. Von 6157 Wahlberechtigten gingen 2453 zur Wahl. Das entspricht einer Wahlbeteiligung von 39,8 %.
| Stimmen | ungültige Stimmzettel | gültige Stimmzettel | Partei                                                                     | CDU                                                                        | Linke                                                                      | SPD                                                                        | DSU                                                                        |
| --- | --- | --- | -------------------------------------------------------------------------- | -------------------------------------------------------------------------- | -------------------------------------------------------------------------- | -------------------------------------------------------------------------- | -------------------------------------------------------------------------- |
| 6977 100,0 % | 58 2,4 % | 2395 97,6 % | Stimmen rel. (in %)                                                        | 45,5                                                                       | 22,7                                                                       | 18,2                                                                       | 13,6                                                                       |
| 2453 Wähler | 58 2,4 % | 2395 97,6 % | Sitzverteilung                                                             | 8                                                                          | 3                                                                          | 3                                                                          | 2                                                                          |
| 2453 Wähler | 58 2,4 % | 2395 97,6 % | Stimmen abs.                                                               | 3176                                                                       | 1586                                                                       | 1269                                                                       | 946                                                                        |
| Stadtratswahl 2009 %50403020100 45,5 % (+2,2 %p)22,7 % (−3,5 %p)18,2 % (+0,7 %p)13,6 % (+0,5 %p) CDULinkebSPDDSU20042009Anmerkungen:b 2004 als PDS | Stadtratswahl 2009 %50403020100 45,5 % (+2,2 %p)22,7 % (−3,5 %p)18,2 % (+0,7 %p)13,6 % (+0,5 %p) CDULinkebSPDDSU20042009Anmerkungen:b 2004 als PDS | Stadtratswahl 2009 %50403020100 45,5 % (+2,2 %p)22,7 % (−3,5 %p)18,2 % (+0,7 %p)13,6 % (+0,5 %p) CDULinkebSPDDSU20042009Anmerkungen:b 2004 als PDS | Stadtrat 2009–2014Insgesamt 16 Sitze - Linke: 3 - SPD: 3 - CDU: 8 - DSU: 2 | Stadtrat 2009–2014Insgesamt 16 Sitze - Linke: 3 - SPD: 3 - CDU: 8 - DSU: 2 | Stadtrat 2009–2014Insgesamt 16 Sitze - Linke: 3 - SPD: 3 - CDU: 8 - DSU: 2 | Stadtrat 2009–2014Insgesamt 16 Sitze - Linke: 3 - SPD: 3 - CDU: 8 - DSU: 2 | Stadtrat 2009–2014Insgesamt 16 Sitze - Linke: 3 - SPD: 3 - CDU: 8 - DSU: 2 |

### 2004
Die erste Wahl nach der Jahrtausendwende fand am 13. Juni 2004 statt. Von 6405 Wahlberechtigten gingen 2518 zur Wahl. Das entspricht einer Wahlbeteiligung von 39,3 %, der wohl bisher niedrigsten in Rodewisch.
| Stimmen | ungültige Stimmzettel | gültige Stimmzettel | Partei              | CDU  | PDS  | SPD  | DSU  |
| --- | --------------------- | ------------------- | ------------------- | ---- | ---- | ---- | ---- |
| 6978 100,0 % | 74 2,9 %              | 2444 97,1           | Stimmen rel. (in %) | 43,3 | 26,2 | 17,5 | 13,1 |
| 2518 Wähler | 74 2,9 %              | 2444 97,1           | Sitzverteilung      | -    | -    | -    | -    |
| 2518 Wähler | 74 2,9 %              | 2444 97,1           | Stimmen abs.        | 3020 | 1826 | 1219 | 913  |
| Stadtratswahl 2004 %50403020100 43,3 % (−4,8 %p)26,2 % (+7,1 %p)17,5 % (−3,0 %p)13,1 % (+8,2 %p)keine % (−6,3 %p) CDUPDSSPDDSUSonst.19992004 |                       |                     |                     |      |      |      |      |

### 1999
Die Wahl im Jahr 1999 fand am 13. Juni statt. Von 6612 Wahlberechtigten gingen 3036 zur Wahl. Das entspricht einer Wahlbeteiligung von 45,5 %.
| Stimmen | ungültige Stimmzettel | gültige Stimmzettel | Partei              | CDU  | SPD  | PDS  | DSU | FDP | Wählergruppen |
| --- | --------------------- | ------------------- | ------------------- | ---- | ---- | ---- | --- | --- | ------------- |
| 8561 100,0 % | 83 2,7 %              | 2953 97,3 %         | Stimmen rel. (in %) | 48,1 | 20,5 | 19,1 | 4,9 | 2,4 | 4,9           |
| 3036 Wähler | 83 2,7 %              | 2953 97,3 %         | Sitzverteilung      | -    | -    | -    | -   | -   | -             |
| 3036 Wähler | 83 2,7 %              | 2953 97,3 %         | Stimmen abs.        | 4120 | 1755 | 1638 | 420 | 206 | 422           |
| Stadtratswahl 1999 %50403020100 48,1 % (+4,3 %p)20,5 % (+1,0 %p)19,1 % (+7,5 %p)4,9 % (−4,6 %p)2,4 % (−5,7 %p)4,9 % (−2,6 %p) CDUSPDPDSDSUFDPSonst.19941999 |                       |                     |                     |      |      |      |     |     |               |

### 1994
Die erste Wahl nach der Eingemeindung Rützengrüns und Röthenbachs erfolgte am 12. Juni 1994. Von 6799 Wahlberechtigten gingen 4717 zur Wahl. Das entspricht einer Wahlbeteiligung von 69,4 %.
| Stimmen | ungültige Stimmzettel | gültige Stimmzettel | Partei              | CDU  | SPD  | PDS  | DSU  | FDP  | Wählervereinigungen |
| --- | --------------------- | ------------------- | ------------------- | ---- | ---- | ---- | ---- | ---- | ------------------- |
| 12569 100,0 % | 194 4,1 %             | 4523 95,9 %         | Stimmen rel. (in %) | 43,8 | 19,5 | 11,6 | 9,5  | 8,1  | 7,5                 |
| 4717 Wähler | 194 4,1 %             | 4523 95,9 %         | Sitzverteilung      | -    | -    | -    | -    | -    | -                   |
| 4717 Wähler | 194 4,1 %             | 4523 95,9 %         | Stimmen abs.        | 5502 | 2446 | 1462 | 1198 | 1014 | 947                 |
| Stadtratswahl 1994 %50403020100 43,8 % (−2,6 %p)19,5 % (−1,0 %p)11,6 % (+4,8 %p)9,5 % (+1,8 %p)8,1 % (−5,5 %p)7,5 % (+2,5 %p) CDUSPDPDSDSUFDPeSonst.19901994Anmerkungen:e im Vergleich zum BFD |                       |                     |                     |      |      |      |      |      |                     |

### 1990
Zur ersten Wahl nach der sozialistischen Diktatur kam es am 6. Mai 1990. 7034 Rodewischer waren zur Wahl aufgerufen; 5375 gingen zur Wahl. Das entspricht einer Wahlbeteiligung von 76,4 %.
| Stimmen                                                                                 | ungültige Stimmzettel | gültige Stimmzettel | Partei          | CDU    | SPD    | BFD    | DSU   | PDS   | weitere (kumuliert) |
| --------------------------------------------------------------------------------------- | --------------------- | ------------------- | --------------- | ------ | ------ | ------ | ----- | ----- | ------------------- |
| 15.476 100,0 %                                                                          | 153 2,8 %             | 5.222 97,2 %        | Stimmen relativ | 46,4 % | 20,5 % | 13,6 % | 7,6 % | 6,8 % | 5,0 %               |
| 5375 Wähler                                                                             | 153 2,8 %             | 5.222 97,2 %        | Sitzverteilung  | -      | -      | -      | -     | -     | -                   |
| 5375 Wähler                                                                             | 153 2,8 %             | 5.222 97,2 %        | Stimmen absolut | 7182   | 3166   | 2097   | 1195  | 1059  | 777                 |
| Stadtratswahl 1990 %50403020100 46,4 %20,5 %13,6 %7,7 %6,8 %5,0 % CDUSPDBFDDSUPDSSonst. |                       |                     |                 |        |        |        |       |       |                     |

### Frühere Stadtverordnetenwahlen
| Jahr | KPD | SPD | Bürger- liste | wirtschaftliche Vereinigung | DVP | DDP | Demokratische Partei |
| ---- | --- | --- | ------------- | --------------------------- | --- | --- | -------------------- |
| 1924 | 4   | 4   | 4             | 4                           | -   | -   | 1                    |
| 1925 | 6   | 2   | -             | 4                           | 3   | 2   | -                    |
| 1928 | 4   | 4   | 4             | 4                           | -   | -   | 1                    |

Aufgrund der starken politischen Verwerfungen in der Weimarer Republik ist zumindest fragwürdig, ob die aufgeführten Werte 1924 und 1928 beide korrekt sind oder um es sich um eine Verwechslung handelt.

## Rützengrün

### Ortschaftsratswahlen
| Wahljahr | Wahlberechtigte | Wähler     | Ungültige Stimmzettel | Gültige Stimmzettel | Stimmen     | Partei              | BI Rützengrün    | Einzelvorschläge (handschriftl.) | Einzelvorschläge (handschriftl.) | Diagramm                                                    |
| -------- | --- | ---------- | --------------------- | ------------------- | ----------- | ------------------- | ---------------- | -------------------------------- | -------------------------------- | ----------------------------------------------------------- |
| 2024     | 265 | 213 80,4 % | 3 1,4 %               | 210 98,6 %          | 539 100,0 % | Stimmen rel. (in %) | 99,6             | 0,4                              | 0,4                              | Ortschaftsrat 2024–2029Insgesamt 5 Sitze - BI Rützengrün: 5 |
| 2024     | 265 | 213 80,4 % | 3 1,4 %               | 210 98,6 %          | 539 100,0 % | Sitzverteilung      | 5                | 0                                | 0                                | Ortschaftsrat 2024–2029Insgesamt 5 Sitze - BI Rützengrün: 5 |
| 2024     | 265 | 213 80,4 % | 3 1,4 %               | 210 98,6 %          | 539 100,0 % | Stimmen abs.        | 537              | 2                                | 2                                | Ortschaftsrat 2024–2029Insgesamt 5 Sitze - BI Rützengrün: 5 |
| 2024     | Gewählt wurden (alle WVR): Tina Schürer (127), Arne Gruschwitz (126), Christof Lanitz (126), Steffen Beyerlein (52), Tino Vogel (39). Ersatzpersonen: Rainer Schwabe (WVR, 35), Reimund Lorenz (WVR, 32), Dirk Beier (Einzelvorschlag, 1), Felix Spitzner (Einzelvorschlag, 1). |            |                       |                     |             |                     |                  |                                  |                                  |                                                             |
| 2019     | 265 | 210 79,2 % | 2 1,0 %               | 208 99,0 %          | 464 100,0 % | Partei              | WV BI Rützengrün | Einzelvorschläge                 | Einzelvorschläge                 | Ortschaftsrat 2019–2024Insgesamt 5 Sitze - BI Rützengrün: 5 |
| 2019     | 265 | 210 79,2 % | 2 1,0 %               | 208 99,0 %          | 464 100,0 % | Stimmen rel. (in %) | 98,9             | 1,1                              | 1,1                              | Ortschaftsrat 2019–2024Insgesamt 5 Sitze - BI Rützengrün: 5 |
| 2019     | 265 | 210 79,2 % | 2 1,0 %               | 208 99,0 %          | 464 100,0 % | Sitzverteilung      | 5                | 0                                | 0                                | Ortschaftsrat 2019–2024Insgesamt 5 Sitze - BI Rützengrün: 5 |
| 2019     | 265 | 210 79,2 % | 2 1,0 %               | 208 99,0 %          | 464 100,0 % | Stimmen abs.        | 459              | 5                                | 5                                | Ortschaftsrat 2019–2024Insgesamt 5 Sitze - BI Rützengrün: 5 |
| 2019     | Gewählt wurden: Steffen Beyerlein, Rainer Schwabe, Lutz-Lothar Poschen, Christof Lanitz, Arne Gruschwitz |            |                       |                     |             |                     |                  |                                  |                                  |                                                             |
| 2014     | 276 | 169 61,2 % | 6 3,6 %               | 163 96,4 %          | 378 100,0 % | Partei              | WVR              | EV Richter                       | EV Ulbrich                       | Ortschaftsrat 2014–2019Insgesamt 5 Sitze - WVR: 5           |
| 2014     | 276 | 169 61,2 % | 6 3,6 %               | 163 96,4 %          | 378 100,0 % | Stimmen rel. (in %) | 96,6             | 3,2                              | 0,3                              | Ortschaftsrat 2014–2019Insgesamt 5 Sitze - WVR: 5           |
| 2014     | 276 | 169 61,2 % | 6 3,6 %               | 163 96,4 %          | 378 100,0 % | Sitzverteilung      | 5                | 0                                | 0                                | Ortschaftsrat 2014–2019Insgesamt 5 Sitze - WVR: 5           |
| 2014     | 276 | 169 61,2 % | 6 3,6 %               | 163 96,4 %          | 378 100,0 % | Stimmen abs.        | 365              | 12                               | 1                                | Ortschaftsrat 2014–2019Insgesamt 5 Sitze - WVR: 5           |

### Gemeinderatswahl 1990
Von 269 Wahlberechtigten gingen 1990 254 zur Wahl. Das entspricht einer Wahlbeteiligung von 94,4 %.
| Stimmen                                                                     | ungültige Stimmzettel                                                       | gültige Stimmzettel                                                         | Partei                                                                     | CDU                                                                        | BFD                                                                        | SPD                                                                        | weitere Wahlvorschlagsträger                                               |
| --------------------------------------------------------------------------- | --------------------------------------------------------------------------- | --------------------------------------------------------------------------- | -------------------------------------------------------------------------- | -------------------------------------------------------------------------- | -------------------------------------------------------------------------- | -------------------------------------------------------------------------- | -------------------------------------------------------------------------- |
| 733 100,0 %                                                                 | 8 3,1 %                                                                     | 246 96,9 %                                                                  | Stimmen rel. (in %)                                                        | 46,8                                                                       | 28,2                                                                       | 13,4                                                                       | 11,6                                                                       |
| 254 Wähler                                                                  | 8 3,1 %                                                                     | 246 96,9 %                                                                  | Sitzverteilung                                                             | 5                                                                          | 3                                                                          | 1                                                                          | 1 (Einzelvorschlag)                                                        |
| 254 Wähler                                                                  | 8 3,1 %                                                                     | 246 96,9 %                                                                  | Stimmen abs.                                                               | 343                                                                        | 207                                                                        | 98                                                                         | 85                                                                         |
| Gemeinderatswahl 1990 %50403020100 46,8 %28,2 %13,4 %11,6 % CDUBFDSPDSonst. | Gemeinderatswahl 1990 %50403020100 46,8 %28,2 %13,4 %11,6 % CDUBFDSPDSonst. | Gemeinderatswahl 1990 %50403020100 46,8 %28,2 %13,4 %11,6 % CDUBFDSPDSonst. | Gemeinderat 1990–1992Insgesamt 10 Sitze - SPD: 1 - BFD: 3 - CDU: 5 - EV: 1 | Gemeinderat 1990–1992Insgesamt 10 Sitze - SPD: 1 - BFD: 3 - CDU: 5 - EV: 1 | Gemeinderat 1990–1992Insgesamt 10 Sitze - SPD: 1 - BFD: 3 - CDU: 5 - EV: 1 | Gemeinderat 1990–1992Insgesamt 10 Sitze - SPD: 1 - BFD: 3 - CDU: 5 - EV: 1 | Gemeinderat 1990–1992Insgesamt 10 Sitze - SPD: 1 - BFD: 3 - CDU: 5 - EV: 1 |

## Röthenbach

### Ortschaftsratswahlen
| Wahljahr | Wahlberechtigte | Wähler     | Ungültige Stimmzettel | Gültige Stimmzettel | Stimmen     | Partei              | FW Röthenbach | WV FFW Röthenbach                                                | AfD  | Diagramm                                                                                    |
| -------- | --- | ---------- | --------------------- | ------------------- | ----------- | ------------------- | ------------- | ---------------------------------------------------------------- | ---- | ------------------------------------------------------------------------------------------- |
| 2024     | 251 | 192 76,5 % | 2 1,0                 | 190 99,0 %          | 560         | Stimmen rel. (in %) | 62,3          | 20,7                                                             | 17,0 | Ortschaftsrat 2024–2029Insgesamt 5 Sitze - FW Röthenbach: 3 - WV FFW Röthenbach: 1 - AfD: 1 |
| 2024     | 251 | 192 76,5 % | 2 1,0                 | 190 99,0 %          | 560         | Sitzverteilung      | 3             | 1                                                                | 1    | Ortschaftsrat 2024–2029Insgesamt 5 Sitze - FW Röthenbach: 3 - WV FFW Röthenbach: 1 - AfD: 1 |
| 2024     | 251 | 192 76,5 % | 2 1,0                 | 190 99,0 %          | 560         | Stimmen abs.        | 349           | 116                                                              | 95   | Ortschaftsrat 2024–2029Insgesamt 5 Sitze - FW Röthenbach: 3 - WV FFW Röthenbach: 1 - AfD: 1 |
| 2024     | Gewählt wurden: Steffen Seifart (FWR, 139), Tino Wolf (AfD, 95), Frank Schubert (FFW, 74), Torsten Schlottke (FWR, 72), Antje Eichhorn (FWR, 45). Ersatzpersonen: Janko Nagy (FWR, 41), Philine Schlottke (FWR, 33), Jan Schneider (FFW, 24), Dirk Gräger (FWR, 19), Bernhard Reuter (FFW, 18). |            |                       |                     |             |                     |               |                                                                  |      |                                                                                             |
| 2019     | 254 | 176 69,3 % | 3 1,7 %               | 173 98,3 %          | 401 100,0 % | Partei              | FW Röthenbach | Einzelvorschläge                                                 |      | Ortschaftsrat 2019–2024Insgesamt 5 Sitze - FW Röthenbach: 5                                 |
| 2019     | 254 | 176 69,3 % | 3 1,7 %               | 173 98,3 %          | 401 100,0 % | Stimmen rel. (in %) | 99,8          | 0,2                                                              |      | Ortschaftsrat 2019–2024Insgesamt 5 Sitze - FW Röthenbach: 5                                 |
| 2019     | 254 | 176 69,3 % | 3 1,7 %               | 173 98,3 %          | 401 100,0 % | Sitzverteilung      | 5             | 0                                                                |      | Ortschaftsrat 2019–2024Insgesamt 5 Sitze - FW Röthenbach: 5                                 |
| 2019     | 254 | 176 69,3 % | 3 1,7 %               | 173 98,3 %          | 401 100,0 % | Stimmen abs.        | 400           | 1                                                                |      | Ortschaftsrat 2019–2024Insgesamt 5 Sitze - FW Röthenbach: 5                                 |
| 2019     | Gewählt wurden: Steffen Seifart, Torsten Schlottke, Heiko Zimmermann, André Schmidt, Isabell Badstübner |            |                       |                     |             |                     |               |                                                                  |      |                                                                                             |
| 2014     | 276 | 129 46,7 % | 7 5,4 %               | 122 94,6 %          | 263 100,0 % | Partei              | FWR           | Einzelvorschläge Kraft; Schubert; Schubert; Schlottke; sonst. EV |      | Ortschaftsrat 2014–2019Insgesamt 5 Sitze - FWR: 5                                           |
| 2014     | 276 | 129 46,7 % | 7 5,4 %               | 122 94,6 %          | 263 100,0 % | Stimmen rel. (in %) | 98,1          | je 0,4                                                           |      | Ortschaftsrat 2014–2019Insgesamt 5 Sitze - FWR: 5                                           |
| 2014     | 276 | 129 46,7 % | 7 5,4 %               | 122 94,6 %          | 263 100,0 % | Sitzverteilung      | 5             | je 0                                                             |      | Ortschaftsrat 2014–2019Insgesamt 5 Sitze - FWR: 5                                           |
| 2014     | 276 | 129 46,7 % | 7 5,4 %               | 122 94,6 %          | 263 100,0 % | Stimmen abs.        | 258           | je 1                                                             |      | Ortschaftsrat 2014–2019Insgesamt 5 Sitze - FWR: 5                                           |

### Gemeinderatswahl 1990
Von 318 Wahlberechtigten gingen 273 zur Wahl. Das entspricht einer Wahlbeteiligung von 85,8 %.
| Stimmen                                                            | ungültige Stimmzettel                                              | gültige Stimmzettel                                                | Partei | CDU                                                               | DSU                                                               | weitere Wahlvorschlagsträger                                      |
| ------------------------------------------------------------------ | ------------------------------------------------------------------ | ------------------------------------------------------------------ | --- | ----------------------------------------------------------------- | ----------------------------------------------------------------- | ----------------------------------------------------------------- |
| 802 100,0 %                                                        | 4 1,5 %                                                            | 269 98,5 %                                                         | Stimmen rel. (in %) | 31,8                                                              | 26,4                                                              | 41,8                                                              |
| 273 Wähler                                                         | 4 1,5 %                                                            | 269 98,5 %                                                         | Sitzverteilung | -                                                                 | -                                                                 | -                                                                 |
| 273 Wähler                                                         | 4 1,5 %                                                            | 269 98,5 %                                                         | Stimmen abs. | 255                                                               | 212                                                               | 335                                                               |
| Gemeinderatswahl 1990 %50403020100 31,8 %26,4 %41,8 % CDUDSUSonst. | Gemeinderatswahl 1990 %50403020100 31,8 %26,4 %41,8 % CDUDSUSonst. | Gemeinderatswahl 1990 %50403020100 31,8 %26,4 %41,8 % CDUDSUSonst. | Gemeinderat 1990–1994Insgesamt 11 Sitze - BI: 5 - CSU: 3 - CDU: 3                                                         | Gemeinderat 1990–1994Insgesamt 11 Sitze - BI: 5 - CSU: 3 - CDU: 3 | Gemeinderat 1990–1994Insgesamt 11 Sitze - BI: 5 - CSU: 3 - CDU: 3 | Gemeinderat 1990–1994Insgesamt 11 Sitze - BI: 5 - CSU: 3 - CDU: 3 |
| Gemeinderatswahl 1990 %50403020100 31,8 %26,4 %41,8 % CDUDSUSonst. | Gemeinderatswahl 1990 %50403020100 31,8 %26,4 %41,8 % CDUDSUSonst. | Gemeinderatswahl 1990 %50403020100 31,8 %26,4 %41,8 % CDUDSUSonst. | Die o. g. Abweichung entspricht der Quellenlage. Dies könnte ggf. der Zusammenarbeit der DSU mit der CSU geschuldet sein. |                                                                   |                                                                   |                                                                   |

## Bürgermeisterwahlen
Der Amtsinhaber ist kursiv gekennzeichnet.

### 2019
| Wahlbe- rechtigte | Wähler      | Ungültige Stimmen | Gültige Stimmen | Bewerber                 | Vorschlag       | Stimmen | Anteil (%) | Diagramm                                                                                                |
| ----------------- | ----------- | ----------------- | --------------- | ------------------------ | --------------- | ------- | ---------- | --- |
| 5394              | 3426 63,5 % | 117 3,4 %         | 3306 96,6 %     | Kerstin Schöniger        | Schöniger (CDU) | 2825    | 85,45      | Bürgermeisterwahl 2019 %9080706050403020100 85,45 % (+31,58 %p)14,55 % (n. k. %p) Schön.Roß.-K.20122019 |
| 5394              | 3426 63,5 % | 117 3,4 %         | 3306 96,6 %     | Claudia Roßmann-Kansorra | DSU             | 481     | 14,55      | Bürgermeisterwahl 2019 %9080706050403020100 85,45 % (+31,58 %p)14,55 % (n. k. %p) Schön.Roß.-K.20122019 |

Damit wurde Kerstin Schöniger (Einzelbewerber; CDU) am 26. Mai 2019 erneut ins Bürgermeisteramt gewählt. Die Wahl fand zeitgleich mit der Stadtratswahl und der Europawahl statt. Schöniger zeigte sich nach Auszählung der Stimmen unzufrieden und hatte sich ein noch besseres Ergebnis gewünscht.

### 2012
| Wahlbe- rechtigte | Wähler      | Ungültige Stimmen | Gültige Stimmen | Bewerber          | Vorschlag | Stimmen | Anteil (%) | Diagramm                                                                                   |
| ----------------- | ----------- | ----------------- | --------------- | ----------------- | --------- | ------- | ---------- | ------------------------------------------------------------------------------------------ |
| 5829              | 3403 58,4 % | 19 0,6 %          | 3384 99,4 %     | Kerstin Schöniger | CDU       | 1823    | 53,87      | Bürgermeisterwahl 2012 %6050403020100 53,87 %24,67 %15,66 %5,79 % SchönigerJahnLieboldWeck |
| 5829              | 3403 58,4 % | 19 0,6 %          | 3384 99,4 %     | Lothar Jahn       | Jahn      | 835     | 24,67      | Bürgermeisterwahl 2012 %6050403020100 53,87 %24,67 %15,66 %5,79 % SchönigerJahnLieboldWeck |
| 5829              | 3403 58,4 % | 19 0,6 %          | 3384 99,4 %     | Holger Liebold    | SPD       | 530     | 15,66      | Bürgermeisterwahl 2012 %6050403020100 53,87 %24,67 %15,66 %5,79 % SchönigerJahnLieboldWeck |
| 5829              | 3403 58,4 % | 19 0,6 %          | 3384 99,4 %     | Catrin Weck       | Weck      | 196     | 5,79       | Bürgermeisterwahl 2012 %6050403020100 53,87 %24,67 %15,66 %5,79 % SchönigerJahnLieboldWeck |

Somit wurde Kerstin Schöniger (CDU) am 4. März 2012 ins Amt des hauptamtlichen Bürgermeisters gewählt. Sie wurde Nachfolger von Erhard Meier (parteilos; SED), der von 1982 bis 1990 und erneut von 1998 bis 2012 Bürgermeister war.

### 2005
| Wahlbe- rechtigte | Wähler      | Ungültige Stimmen | Gültige Stimmen | Bewerber      | Vorschlag | Stimmen | Anteil (%) | Diagramm                                                                            |
| ----------------- | ----------- | ----------------- | --------------- | ------------- | --------- | ------- | ---------- | ----------------------------------------------------------------------------------- |
| 6427              | 3457 53,8 % | 14 0,4 %          | 3443 99,6 %     | Erhard Meier  | Meier     | 2402    | 69,8       | Bürgermeisterwahl 2005 %706050403020100 69,8 % (+18,4 %p)30,2 % MeierWünsch19982005 |
| 6427              | 3457 53,8 % | 14 0,4 %          | 3443 99,6 %     | Oliver Wünsch | CDU/SPD   | 1041    | 30,2       | Bürgermeisterwahl 2005 %706050403020100 69,8 % (+18,4 %p)30,2 % MeierWünsch19982005 |

Damit wurde Erhard Meier (parteilos; SED) am 12. Juni 2005 als Bürgermeister wiedergewählt.

### Frühere Bürgermeisterwahlen
| Bewerber kursiv: Amtsinhaber | Bewerber kursiv: Amtsinhaber | Bewerber kursiv: Amtsinhaber | Vorschlag | Stimmen | Anteil in % | gewählt |
| 1998 Wahlbeteiligung: ?      |                              |                              |           |         |             |         |
|                              |                              | Erhard Meier                 | Meier     | ?       | 51,4 %      | ×       |
| ?                            | ?                            | ?                            | ?         | ?       | ?           |         |
| 1994 Wahlbeteiligung: ?      |                              |                              |           |         |             |         |
|                              |                              | Hans-Rudolf Trischmann       | CDU       | 1643    | 64,0 %      | ×       |
| ?                            | ?                            | ?                            | ?         | ?       | ?           |         |

## Wahlen auf höheren Gebietskörperschaften

### Kreistag
| Wahl | Wahlberechtigte | Wähler | Ungültige Stimmzettel | Gültige Stimmzettel | Stimmen |                     | CDU  | AfD   | BSW  | SPD    | Grüne | Linke | FW       | FDP | FS  |
| --- | --- | --- | --- | --- | --- | ------------------- | ---- | ----- | ---- | ------ | ----- | ----- | -------- | --- | --- |
| 9. Juni 2024 | 5264 | 3489 66,3 % | 110 3,2 % | 3379 96,8 % | 9710 100,0 % | Stimmen rel. (in %) | 38,2 | 33,4  | 13,9 | 4,2    | 3,2   | 2,9   | 2,3      | 1,0 | 0,9 |
| Kreistagswahl 2024 in Rodewisch %403020100 38,2 %33,4 %13,9 %4,2 %3,2 %2,9 %2,3 %1,0 %0,9 % CDUAfDBSWSPDGrüneLinkeFWFDPFS | Kreistagswahl 2024 in Rodewisch %403020100 38,2 %33,4 %13,9 %4,2 %3,2 %2,9 %2,3 %1,0 %0,9 % CDUAfDBSWSPDGrüneLinkeFWFDPFS | Kreistagswahl 2024 in Rodewisch %403020100 38,2 %33,4 %13,9 %4,2 %3,2 %2,9 %2,3 %1,0 %0,9 % CDUAfDBSWSPDGrüneLinkeFWFDPFS | Kreistagswahl 2024 in Rodewisch %403020100 38,2 %33,4 %13,9 %4,2 %3,2 %2,9 %2,3 %1,0 %0,9 % CDUAfDBSWSPDGrüneLinkeFWFDPFS | Kreistagswahl 2024 in Rodewisch %403020100 38,2 %33,4 %13,9 %4,2 %3,2 %2,9 %2,3 %1,0 %0,9 % CDUAfDBSWSPDGrüneLinkeFWFDPFS | Kreistagswahl 2024 in Rodewisch %403020100 38,2 %33,4 %13,9 %4,2 %3,2 %2,9 %2,3 %1,0 %0,9 % CDUAfDBSWSPDGrüneLinkeFWFDPFS | Stimmen abs.        | 3709 | 3246  | 1348 | 404    | 314   | 285   | 222      | 93  | 89  |
| 26. Mai 2019 | 5420 | 3424 63,2 % | 86 2,5 % | 3338 97,5 % | 9525 100,0 % |                     | CDU  | AfD   | SPD  | Linke  | Grüne | DSU   | III. Weg | FDP | WV  |
| 26. Mai 2019 | 5420 | 3424 63,2 % | 86 2,5 % | 3338 97,5 % | 9525 100,0 % | Stimmen rel. (in %) | 52,6 | 15,7  | 10,1 | 8,8    | 4,7   | 4,0   | 1,2      | 1,1 | 1,8 |
| 26. Mai 2019 | 5420 | 3424 63,2 % | 86 2,5 % | 3338 97,5 % | 9525 100,0 % | Stimmen abs.        | 5013 | 1500  | 960  | 837    | 444   | 379   | 116      | 103 | 173 |
| 25. Mai 2014 | 5697 | 2418 42,4 % | 70 2,9 % | 2348 97,1 % | 6719 100,0 % |                     | CDU  | Linke | SPD  | AfD    | DSU   | Grüne | NPD      | FDP | WV  |
| 25. Mai 2014 | 5697 | 2418 42,4 % | 70 2,9 % | 2348 97,1 % | 6719 100,0 % | Stimmen rel. (in %) | 48,6 | 16,1  | 13,2 | 8,3    | 6,6   | 3,2   | 2,2      | 1,3 | 0,6 |
| 25. Mai 2014 | 5697 | 2418 42,4 % | 70 2,9 % | 2348 97,1 % | 6719 100,0 % | Stimmen abs.        | 3268 | 1080  | 886  | 555    | 442   | 216   | 149      | 85  | 38  |
| 8. Juni 2008 | 6297 | 1957 31,1 % | 76 3,9 % | 1881 96,1 % | 5389 100,0 % |                     | CDU  | Linke | SPD  | DSU    | FDP   | NPD   | Grüne    | WV  |     |
| 8. Juni 2008 | 6297 | 1957 31,1 % | 76 3,9 % | 1881 96,1 % | 5389 100,0 % | Stimmen rel. (in %) | 37,1 | 26,5  | 14,5 | 11,2   | 3,5   | 3,0   | 2,2      | 2,0 |     |
| 8. Juni 2008 | 6297 | 1957 31,1 % | 76 3,9 % | 1881 96,1 % | 5389 100,0 % | Stimmen abs.        | 2001 | 1429  | 779  | 603    | 191   | 161   | 116      | 109 |     |
| 13. Juni 2004 | 6430 | 2515 39,1 % | 121 4,8 % | 2394 95,2 % | 6742 100,0 % |                     | CDU  | PDS   | DSU  | SPD    | Grüne | FDP   |          |     |     |
| 13. Juni 2004 | 6430 | 2515 39,1 % | 121 4,8 % | 2394 95,2 % | 6742 100,0 % | Stimmen rel. (in %) | 36,7 | 22,4  | 19,0 | 13,2   | 4,7   | 4,0   |          |     |     |
| 13. Juni 2004 | 6430 | 2515 39,1 % | 121 4,8 % | 2394 95,2 % | 6742 100,0 % | Stimmen abs.        | 2473 | 1509  | 1278 | 891    | 320   | 271   |          |     |     |
| 13. Juni 1999 | 6644 | 3030 45,6 % | 140 4,6 % | 2890 95,4 % | 8227 100,0 % |                     | CDU  | SPD   | PDS  | F.D.P. | DSU   | WV    |          |     |     |
| 13. Juni 1999 | 6644 | 3030 45,6 % | 140 4,6 % | 2890 95,4 % | 8227 100,0 % | Stimmen rel. (in %) | 42,5 | 22,9  | 17,4 | 7,4    | 7,3   | 2,5   |          |     |     |
| 13. Juni 1999 | 6644 | 3030 45,6 % | 140 4,6 % | 2890 95,4 % | 8227 100,0 % | Stimmen abs.        | 3497 | 1881  | 1432 | 609    | 600   | 208   |          |     |     |

### Landratswahlen
| Bewerber kursiv: Amtsinhaber                                   | Bewerber kursiv: Amtsinhaber                                   | Vorschlag                                                      | Stimmen                                                        | Anteil in %                                                    | gewählt                                                        | Stimmen                                                        | Anteil in %                                                    | gewählt                                                        |
| erster Wahlgang                                                | erster Wahlgang                                                | erster Wahlgang                                                | erster Wahlgang                                                | erster Wahlgang                                                | erster Wahlgang                                                | zweiter Wahlgang[Anm. 2]                                       | zweiter Wahlgang[Anm. 2]                                       | zweiter Wahlgang[Anm. 2]                                       |
| 12. Juni 2022 Wahlberechtigte: 5163 / Wähler: 2094 (40,6 %)    | 12. Juni 2022 Wahlberechtigte: 5163 / Wähler: 2094 (40,6 %)    | 12. Juni 2022 Wahlberechtigte: 5163 / Wähler: 2094 (40,6 %)    | 12. Juni 2022 Wahlberechtigte: 5163 / Wähler: 2094 (40,6 %)    | 12. Juni 2022 Wahlberechtigte: 5163 / Wähler: 2094 (40,6 %)    | 12. Juni 2022 Wahlberechtigte: 5163 / Wähler: 2094 (40,6 %)    | 3. Juli 2022 Wahlberechtigte: 5327 / Wähler: 1592 (29,9 %)     | 3. Juli 2022 Wahlberechtigte: 5327 / Wähler: 1592 (29,9 %)     | 3. Juli 2022 Wahlberechtigte: 5327 / Wähler: 1592 (29,9 %)     |
| Ungültige Stimmen: 31 (1,5 %) / Gültige Stimmen: 2063 (98,5 %) | Ungültige Stimmen: 31 (1,5 %) / Gültige Stimmen: 2063 (98,5 %) | Ungültige Stimmen: 31 (1,5 %) / Gültige Stimmen: 2063 (98,5 %) | Ungültige Stimmen: 31 (1,5 %) / Gültige Stimmen: 2063 (98,5 %) | Ungültige Stimmen: 31 (1,5 %) / Gültige Stimmen: 2063 (98,5 %) | Ungültige Stimmen: 31 (1,5 %) / Gültige Stimmen: 2063 (98,5 %) | Ungültige Stimmen: 13 (0,8 %) / Gültige Stimmen: 1579 (99,2 %) | Ungültige Stimmen: 13 (0,8 %) / Gültige Stimmen: 1579 (99,2 %) | Ungültige Stimmen: 13 (0,8 %) / Gültige Stimmen: 1579 (99,2 %) |
|                                                                | Thomas Henning                                                 | CDU                                                            | 806                                                            | 39,1                                                           | keiner: 2. Wahlgang nötig                                      | 922                                                            | 58,4                                                           | ×                                                              |
|                                                                | Roberto Rink                                                   | AfD/DSU                                                        | 557                                                            | 27,0                                                           | keiner: 2. Wahlgang nötig                                      | 498                                                            | 31,5                                                           |                                                                |
|                                                                | Janina Pfau                                                    | Linke                                                          | 199                                                            | 9,6                                                            | keiner: 2. Wahlgang nötig                                      | 159                                                            | 10,1                                                           |                                                                |
|                                                                | Thomas Fiedler                                                 | SPD                                                            | 162                                                            | 7,9                                                            | keiner: 2. Wahlgang nötig                                      | nicht angetreten                                               | nicht angetreten                                               | nicht angetreten                                               |
|                                                                | Dr. Uwe Drechsel                                               | Dr. Drechsel                                                   | 339                                                            | 16,4                                                           | keiner: 2. Wahlgang nötig                                      | nicht angetreten                                               | nicht angetreten                                               | nicht angetreten                                               |
| 7. Juni 2015 Wahlberechtigte: 5567 / Wähler: 1410 (25,3 %)     |                                                                |                                                                |                                                                |                                                                |                                                                |                                                                |                                                                |                                                                |
| Ungültige Stimmen: 23 (1,6 %) / Gültige Stimmen: 1387 (98,4 %) |                                                                |                                                                |                                                                |                                                                |                                                                |                                                                |                                                                |                                                                |
|                                                                | Rolf Keil                                                      | CDU                                                            | 790                                                            | 57,0                                                           | ×                                                              |                                                                |                                                                |                                                                |
|                                                                | Michael Schiebold                                              | Linke                                                          | 362                                                            | 26,1                                                           |                                                                |                                                                |                                                                |                                                                |
|                                                                | Gunnar Gemeinhardt                                             | Gemeinhardt                                                    | 235                                                            | 16,9                                                           |                                                                |                                                                |                                                                |                                                                |
| 8. Juni 2008 Wahlberechtigte: 6297 / Wähler: 1957; 31,1 %      |                                                                |                                                                |                                                                |                                                                |                                                                |                                                                |                                                                |                                                                |
| Ungültige Stimmen: 63 (3,2 %) / Gültige Stimmen: 1894 (96,8 %) |                                                                |                                                                |                                                                |                                                                |                                                                |                                                                |                                                                |                                                                |
|                                                                | Dr. Tassilo Lenk                                               | CDU                                                            | 1242                                                           | 65,6                                                           | ×                                                              |                                                                |                                                                |                                                                |
|                                                                | Dr. Monika Runge                                               | Linke                                                          | 429                                                            | 22,7                                                           |                                                                |                                                                |                                                                |                                                                |
|                                                                | Lutz Kätzel                                                    | SPD                                                            | 223                                                            | 11,8                                                           |                                                                |                                                                |                                                                |                                                                |
| 27. Oktober 2002 Wahlberechtigte: 6462 / Wähler: 1743; 27,0 %  |                                                                |                                                                |                                                                |                                                                |                                                                |                                                                |                                                                |                                                                |
| Ungültige Stimmen: 14 (0,8 %) / Gültige Stimmen: 1729 (99,2 %) |                                                                |                                                                |                                                                |                                                                |                                                                |                                                                |                                                                |                                                                |
|                                                                | Dr. Tassilo Lenk                                               | CDU                                                            | 1379                                                           | 79,8                                                           | ×                                                              |                                                                |                                                                |                                                                |
|                                                                | Hans-Günther Lange                                             | SPD                                                            | 137                                                            | 7,9                                                            |                                                                |                                                                |                                                                |                                                                |
|                                                                | Jürgen Jahn                                                    | PDS                                                            | 213                                                            | 12,3                                                           |                                                                |                                                                |                                                                |                                                                |

[Anm. 2] Ein zweiter Wahlgang wird nur nötig, wenn kein Kandidat im ersten Wahlgang mehr als 50 % der Stimmen erreicht hat. Bisher wurde ein solcher Wahlgang im Vogtlandkreis nur 2022 nötig.
Von 1996, dem Gründungsjahr des Vogtlandkreises, bis 2015 war Tassilo Lenk Landrat. Auf Lenk folgten die beiden CDU-Politiker Rolf Keil (2015–2022) und Thomas Fiedler (2022–amtierend).

### Landtagswahlen
| Wahl | Wahlberechtigte Wähler Wahlbeteiligung | Wahlberechtigte Wähler Wahlbeteiligung | Ungültige/ Gültige Stimmen | Partei | CDU | AfD | BSW | SPD | FS | Linke | Grüne | Tier. | Partei | Sonst. (**) |
| Wahl | Wahlberechtigte Wähler Wahlbeteiligung | Wahlberechtigte Wähler Wahlbeteiligung | Ungültige/ Gültige Stimmen | Bewerber | Sören Voigt | Janet Hartenstein | Anja Kunze | Tim Müller | – | Antje Feiks | Olaf Horlbeck | Sonst. (***) | Sonst. (***) | Sonst. (***) |
| --- | --- | --- | --- | --- | --- | --- | --- | --- | --- | --- | --- | --- | --- | --- |
| 2024 | 5210 3701(*) 71,0 %(*) | Direktstimmen (Wahlkreis Vogtland 2) | 34 (0,9 %) 3667 (99,1 %) | Stimmen rel. (in %) | 39,2 | 36,2 | 12,8 | 3,9 | – | 2,2 | 2,5 | 3,2 | 3,2 | 3,2 |
| 2024 | 5210 3701(*) 71,0 %(*) | Listenstimmen | 27 (0,7 %) 3674 (99,3 %) | Stimmen rel. (in %) | 35,2 | 34,8 | 14,2 | 5,8 | 1,8 | 1,7 | 1,5 | 1,3 | 1,0 | 2,9 |
| (*) Im Vergleich zur Vorwahl abweichender Briefwahlzuschnitt. (**) darunter: WU: 0,9 %, FW 0,7 %, FDP: 0,5 %, Bündnis C: 0,3 %, Piraten: 0,1 %, die Basis: 0,1 %, ÖDP: 0,1 %, V³-Partei: 0,1 %, BüSo: – % (***) darunter: FW 1,5 %, WU 1,1 % | (*) Im Vergleich zur Vorwahl abweichender Briefwahlzuschnitt. (**) darunter: WU: 0,9 %, FW 0,7 %, FDP: 0,5 %, Bündnis C: 0,3 %, Piraten: 0,1 %, die Basis: 0,1 %, ÖDP: 0,1 %, V³-Partei: 0,1 %, BüSo: – % (***) darunter: FW 1,5 %, WU 1,1 % | (*) Im Vergleich zur Vorwahl abweichender Briefwahlzuschnitt. (**) darunter: WU: 0,9 %, FW 0,7 %, FDP: 0,5 %, Bündnis C: 0,3 %, Piraten: 0,1 %, die Basis: 0,1 %, ÖDP: 0,1 %, V³-Partei: 0,1 %, BüSo: – % (***) darunter: FW 1,5 %, WU 1,1 % | (*) Im Vergleich zur Vorwahl abweichender Briefwahlzuschnitt. (**) darunter: WU: 0,9 %, FW 0,7 %, FDP: 0,5 %, Bündnis C: 0,3 %, Piraten: 0,1 %, die Basis: 0,1 %, ÖDP: 0,1 %, V³-Partei: 0,1 %, BüSo: – % (***) darunter: FW 1,5 %, WU 1,1 % | (*) Im Vergleich zur Vorwahl abweichender Briefwahlzuschnitt. (**) darunter: WU: 0,9 %, FW 0,7 %, FDP: 0,5 %, Bündnis C: 0,3 %, Piraten: 0,1 %, die Basis: 0,1 %, ÖDP: 0,1 %, V³-Partei: 0,1 %, BüSo: – % (***) darunter: FW 1,5 %, WU 1,1 % | (*) Im Vergleich zur Vorwahl abweichender Briefwahlzuschnitt. (**) darunter: WU: 0,9 %, FW 0,7 %, FDP: 0,5 %, Bündnis C: 0,3 %, Piraten: 0,1 %, die Basis: 0,1 %, ÖDP: 0,1 %, V³-Partei: 0,1 %, BüSo: – % (***) darunter: FW 1,5 %, WU 1,1 % | (*) Im Vergleich zur Vorwahl abweichender Briefwahlzuschnitt. (**) darunter: WU: 0,9 %, FW 0,7 %, FDP: 0,5 %, Bündnis C: 0,3 %, Piraten: 0,1 %, die Basis: 0,1 %, ÖDP: 0,1 %, V³-Partei: 0,1 %, BüSo: – % (***) darunter: FW 1,5 %, WU 1,1 % | Landtagswahl 2024 (Rodewisch, Listenstimmen) %403020100 35,2 %34,8 %14,2 %5,8 %1,8 %1,7 %1,5 %1,3 %1,0 %2,9 % CDUAfDBSWSPDFSLinkeGrüneTier. hierPARTEISonst. | Landtagswahl 2024 (Rodewisch, Listenstimmen) %403020100 35,2 %34,8 %14,2 %5,8 %1,8 %1,7 %1,5 %1,3 %1,0 %2,9 % CDUAfDBSWSPDFSLinkeGrüneTier. hierPARTEISonst. | Landtagswahl 2024 (Rodewisch, Listenstimmen) %403020100 35,2 %34,8 %14,2 %5,8 %1,8 %1,7 %1,5 %1,3 %1,0 %2,9 % CDUAfDBSWSPDFSLinkeGrüneTier. hierPARTEISonst. | Landtagswahl 2024 (Rodewisch, Listenstimmen) %403020100 35,2 %34,8 %14,2 %5,8 %1,8 %1,7 %1,5 %1,3 %1,0 %2,9 % CDUAfDBSWSPDFSLinkeGrüneTier. hierPARTEISonst. | Landtagswahl 2024 (Rodewisch, Listenstimmen) %403020100 35,2 %34,8 %14,2 %5,8 %1,8 %1,7 %1,5 %1,3 %1,0 %2,9 % CDUAfDBSWSPDFSLinkeGrüneTier. hierPARTEISonst. | Landtagswahl 2024 (Rodewisch, Listenstimmen) %403020100 35,2 %34,8 %14,2 %5,8 %1,8 %1,7 %1,5 %1,3 %1,0 %2,9 % CDUAfDBSWSPDFSLinkeGrüneTier. hierPARTEISonst. | Landtagswahl 2024 (Rodewisch, Listenstimmen) %403020100 35,2 %34,8 %14,2 %5,8 %1,8 %1,7 %1,5 %1,3 %1,0 %2,9 % CDUAfDBSWSPDFSLinkeGrüneTier. hierPARTEISonst. | Landtagswahl 2024 (Rodewisch, Listenstimmen) %403020100 35,2 %34,8 %14,2 %5,8 %1,8 %1,7 %1,5 %1,3 %1,0 %2,9 % CDUAfDBSWSPDFSLinkeGrüneTier. hierPARTEISonst. |

| Wahl | Wahlberechtigte Wähler Wahlbeteiligung | Wahlberechtigte Wähler Wahlbeteiligung | Ungültige/ Gültige Stimmen | Partei | CDU | AfD | Linke | SPD | Grüne | FDP | FW | TSP | Partei | Sonstige (**) |
| Wahl | Wahlberechtigte Wähler Wahlbeteiligung | Wahlberechtigte Wähler Wahlbeteiligung | Ungültige/ Gültige Stimmen | Bewerber | Stephan Hösl | Rico Weller | Lars Legath | Siegfried Kost | Manja Tröger | Andreas Bretschneider | Cathleen Martin | | | |
| --- | --- | --- | --- | --- | --- | --- | --- | --- | --- | --- | --- | --- | --- | --- |
| 2019 | 5413 3607(*) 66,6 %(*) | Direktstimmen (Wahlkreis) | 43 (1,2 %) 3564 (98,8 %) | Stimmen rel. (in %) | 38,6 | 26,7 | 11,8 | 7,7 | 5,6 | 4,0 | 5,7 | | | |
| 2019 | 5413 3607(*) 66,6 %(*) | Listenstimmen | 24 (0,7 %) 3583 (99,3 %) | Stimmen rel. (in %) | 40,3 | 26,0 | 10,9 | 8,3 | 4,2 | 2,7 | 2,4 | 1,7 | 1,0 | 2,6 |
| (*) Rodewisch führt auch die Briefwahl für Steinberg durch. (**) Stimmenanzahl: Gesundheitsforschung 21, Blaue#TeamPetry 19, ÖDP 15, NPD 11, Piraten 9, PDV 6, ADPM 5, Die Humanisten 3, KPD 2, BüSo 1 Für den Wahlkreis Vogtland 4 wurde Stephan Hösl (CDU) direkt gewählt. | (*) Rodewisch führt auch die Briefwahl für Steinberg durch. (**) Stimmenanzahl: Gesundheitsforschung 21, Blaue#TeamPetry 19, ÖDP 15, NPD 11, Piraten 9, PDV 6, ADPM 5, Die Humanisten 3, KPD 2, BüSo 1 Für den Wahlkreis Vogtland 4 wurde Stephan Hösl (CDU) direkt gewählt. | (*) Rodewisch führt auch die Briefwahl für Steinberg durch. (**) Stimmenanzahl: Gesundheitsforschung 21, Blaue#TeamPetry 19, ÖDP 15, NPD 11, Piraten 9, PDV 6, ADPM 5, Die Humanisten 3, KPD 2, BüSo 1 Für den Wahlkreis Vogtland 4 wurde Stephan Hösl (CDU) direkt gewählt. | (*) Rodewisch führt auch die Briefwahl für Steinberg durch. (**) Stimmenanzahl: Gesundheitsforschung 21, Blaue#TeamPetry 19, ÖDP 15, NPD 11, Piraten 9, PDV 6, ADPM 5, Die Humanisten 3, KPD 2, BüSo 1 Für den Wahlkreis Vogtland 4 wurde Stephan Hösl (CDU) direkt gewählt. | Landtagswahl 2019 (Rodewisch, Listenstimmen) %50403020100 40,3 %26,0 %10,9 %8,3 %4,2 %2,7 %2,4 %1,7 %1,0 %2,6 % CDUAfDLinkeSPDGrüneFDPFWTierschutzPARTEISonst.                                                      | Landtagswahl 2019 (Rodewisch, Listenstimmen) %50403020100 40,3 %26,0 %10,9 %8,3 %4,2 %2,7 %2,4 %1,7 %1,0 %2,6 % CDUAfDLinkeSPDGrüneFDPFWTierschutzPARTEISonst.                                                      | Landtagswahl 2019 (Rodewisch, Listenstimmen) %50403020100 40,3 %26,0 %10,9 %8,3 %4,2 %2,7 %2,4 %1,7 %1,0 %2,6 % CDUAfDLinkeSPDGrüneFDPFWTierschutzPARTEISonst.                                                      | Landtagswahl 2019 (Rodewisch, Listenstimmen) %50403020100 40,3 %26,0 %10,9 %8,3 %4,2 %2,7 %2,4 %1,7 %1,0 %2,6 % CDUAfDLinkeSPDGrüneFDPFWTierschutzPARTEISonst.  | Landtagswahl 2019 (Rodewisch, Listenstimmen) %50403020100 40,3 %26,0 %10,9 %8,3 %4,2 %2,7 %2,4 %1,7 %1,0 %2,6 % CDUAfDLinkeSPDGrüneFDPFWTierschutzPARTEISonst.  | Landtagswahl 2019 (Rodewisch, Listenstimmen) %50403020100 40,3 %26,0 %10,9 %8,3 %4,2 %2,7 %2,4 %1,7 %1,0 %2,6 % CDUAfDLinkeSPDGrüneFDPFWTierschutzPARTEISonst.  | Landtagswahl 2019 (Rodewisch, Listenstimmen) %50403020100 40,3 %26,0 %10,9 %8,3 %4,2 %2,7 %2,4 %1,7 %1,0 %2,6 % CDUAfDLinkeSPDGrüneFDPFWTierschutzPARTEISonst.  | Landtagswahl 2019 (Rodewisch, Listenstimmen) %50403020100 40,3 %26,0 %10,9 %8,3 %4,2 %2,7 %2,4 %1,7 %1,0 %2,6 % CDUAfDLinkeSPDGrüneFDPFWTierschutzPARTEISonst.  | Landtagswahl 2019 (Rodewisch, Listenstimmen) %50403020100 40,3 %26,0 %10,9 %8,3 %4,2 %2,7 %2,4 %1,7 %1,0 %2,6 % CDUAfDLinkeSPDGrüneFDPFWTierschutzPARTEISonst.  | Landtagswahl 2019 (Rodewisch, Listenstimmen) %50403020100 40,3 %26,0 %10,9 %8,3 %4,2 %2,7 %2,4 %1,7 %1,0 %2,6 % CDUAfDLinkeSPDGrüneFDPFWTierschutzPARTEISonst.  | Landtagswahl 2019 (Rodewisch, Listenstimmen) %50403020100 40,3 %26,0 %10,9 %8,3 %4,2 %2,7 %2,4 %1,7 %1,0 %2,6 % CDUAfDLinkeSPDGrüneFDPFWTierschutzPARTEISonst.  |
| 2014 | 5649 2592 (*) 45,9 % (*) | | | Partei | CDU | Linke | SPD | AfD | NPD | FDP | Grüne | TSP | Sonstige (**) | Sonstige (**) |
| 2014 | 5649 2592 (*) 45,9 % (*) | Bewerber | Stephan Hösl | Henry Ruß | Nicole Schwab | Gunter Wid | - | Sandro Bauroth | Dieter Rappenhöner | | für FW/Piraten | für FW/Piraten | | |
| 2014 | 5649 2592 (*) 45,9 % (*) | Direktstimmen (Wahlkreis Vogtland 4) | 50 (1,9 %) 2542 (98,1 %) | Stimmen rel. (in %) | 41,1 | 20,4 | 14,8 | 10,8 | 3,5 | 3,7 | 3,3 | | 2,5 | 2,5 |
| 2014 | 5649 2592 (*) 45,9 % (*) | Listenstimmen | 32 (1,2 %) 2560 (98,8 %) | Stimmen rel. (in %) | 44,2 | 18,8 | 14,0 | 10,9 | 3,6 | 3,0 | 2,2 | 1,1 | 2,0 | 2,0 |
| (*) Rodewisch führt auch die Briefwahl für Steinberg durch. (**) Stimmenanzahl: FW 14, DSU 12, Piraten 9, Partei 7, pro Deutschland 6, BüSo 2 Für den Wahlkreis Vogtland 4 wurde Stephan Hösl (CDU) direkt gewählt. | (*) Rodewisch führt auch die Briefwahl für Steinberg durch. (**) Stimmenanzahl: FW 14, DSU 12, Piraten 9, Partei 7, pro Deutschland 6, BüSo 2 Für den Wahlkreis Vogtland 4 wurde Stephan Hösl (CDU) direkt gewählt.                                                          | (*) Rodewisch führt auch die Briefwahl für Steinberg durch. (**) Stimmenanzahl: FW 14, DSU 12, Piraten 9, Partei 7, pro Deutschland 6, BüSo 2 Für den Wahlkreis Vogtland 4 wurde Stephan Hösl (CDU) direkt gewählt.                                                          | (*) Rodewisch führt auch die Briefwahl für Steinberg durch. (**) Stimmenanzahl: FW 14, DSU 12, Piraten 9, Partei 7, pro Deutschland 6, BüSo 2 Für den Wahlkreis Vogtland 4 wurde Stephan Hösl (CDU) direkt gewählt.                                                          | (*) Rodewisch führt auch die Briefwahl für Steinberg durch. (**) Stimmenanzahl: FW 14, DSU 12, Piraten 9, Partei 7, pro Deutschland 6, BüSo 2 Für den Wahlkreis Vogtland 4 wurde Stephan Hösl (CDU) direkt gewählt. | (*) Rodewisch führt auch die Briefwahl für Steinberg durch. (**) Stimmenanzahl: FW 14, DSU 12, Piraten 9, Partei 7, pro Deutschland 6, BüSo 2 Für den Wahlkreis Vogtland 4 wurde Stephan Hösl (CDU) direkt gewählt. | (*) Rodewisch führt auch die Briefwahl für Steinberg durch. (**) Stimmenanzahl: FW 14, DSU 12, Piraten 9, Partei 7, pro Deutschland 6, BüSo 2 Für den Wahlkreis Vogtland 4 wurde Stephan Hösl (CDU) direkt gewählt. | Landtagswahl 2014 (Rodewisch, Listenstimmen) %50403020100 44,2 %18,8 %14,0 %10,9 %3,6 %3,0 %2,2 %1,1 %2,0 % CDULinkeSPDAfDNPDFDPGrüneTierschutzSonst.           | Landtagswahl 2014 (Rodewisch, Listenstimmen) %50403020100 44,2 %18,8 %14,0 %10,9 %3,6 %3,0 %2,2 %1,1 %2,0 % CDULinkeSPDAfDNPDFDPGrüneTierschutzSonst.           | Landtagswahl 2014 (Rodewisch, Listenstimmen) %50403020100 44,2 %18,8 %14,0 %10,9 %3,6 %3,0 %2,2 %1,1 %2,0 % CDULinkeSPDAfDNPDFDPGrüneTierschutzSonst.           | Landtagswahl 2014 (Rodewisch, Listenstimmen) %50403020100 44,2 %18,8 %14,0 %10,9 %3,6 %3,0 %2,2 %1,1 %2,0 % CDULinkeSPDAfDNPDFDPGrüneTierschutzSonst.           | Landtagswahl 2014 (Rodewisch, Listenstimmen) %50403020100 44,2 %18,8 %14,0 %10,9 %3,6 %3,0 %2,2 %1,1 %2,0 % CDULinkeSPDAfDNPDFDPGrüneTierschutzSonst.           | Landtagswahl 2014 (Rodewisch, Listenstimmen) %50403020100 44,2 %18,8 %14,0 %10,9 %3,6 %3,0 %2,2 %1,1 %2,0 % CDULinkeSPDAfDNPDFDPGrüneTierschutzSonst.           | Landtagswahl 2014 (Rodewisch, Listenstimmen) %50403020100 44,2 %18,8 %14,0 %10,9 %3,6 %3,0 %2,2 %1,1 %2,0 % CDULinkeSPDAfDNPDFDPGrüneTierschutzSonst.           | Landtagswahl 2014 (Rodewisch, Listenstimmen) %50403020100 44,2 %18,8 %14,0 %10,9 %3,6 %3,0 %2,2 %1,1 %2,0 % CDULinkeSPDAfDNPDFDPGrüneTierschutzSonst.           |
| 2009 | 6090 2942 48,3 % | | | Partei | CDU | Linke | SPD | FDP | NPD | Grüne | TSP | FS | Piraten | Sonstige(*) |
| 2009 | 6090 2942 48,3 % | Bewerber | Alfons Kienzle | Henry Ruß | Andreas Oberlein | Dieter Käppel | Steffen Schmidt | Volker Liskowsky | | | | | | |
| 2009 | 6090 2942 48,3 % | Direktstimmen (Wahlkreis Vogtland 3) | 70 (2,4 %) 2872 (97,6 %) | Stimmen rel. (in %) | 36,3 | 24,1 | 13,5 | 14,4 | 5,0 | 6,6 | | | | |
| 2009 | 6090 2942 48,3 % | Listenstimmen | 51<nr>(1,7 %) 2891 (98,3 %) | Stimmen rel. (in %) | 40,7 | 23,3 | 10,9 | 8,9 | 4,5 | 4,3 | 2,2 | 1,6 | 1,4 | 2,1 |
| (*) PBC 22, DSU 17, REP 8, SVP 5, FPD 4, Humanwirtschaft 3, BüSo 1 Für den Wahlkreis Vogtland 3 wurde Alfons Kienzle (CDU) direkt gewählt. | (*) PBC 22, DSU 17, REP 8, SVP 5, FPD 4, Humanwirtschaft 3, BüSo 1 Für den Wahlkreis Vogtland 3 wurde Alfons Kienzle (CDU) direkt gewählt. | (*) PBC 22, DSU 17, REP 8, SVP 5, FPD 4, Humanwirtschaft 3, BüSo 1 Für den Wahlkreis Vogtland 3 wurde Alfons Kienzle (CDU) direkt gewählt. | (*) PBC 22, DSU 17, REP 8, SVP 5, FPD 4, Humanwirtschaft 3, BüSo 1 Für den Wahlkreis Vogtland 3 wurde Alfons Kienzle (CDU) direkt gewählt. | (*) PBC 22, DSU 17, REP 8, SVP 5, FPD 4, Humanwirtschaft 3, BüSo 1 Für den Wahlkreis Vogtland 3 wurde Alfons Kienzle (CDU) direkt gewählt.                                                                          | (*) PBC 22, DSU 17, REP 8, SVP 5, FPD 4, Humanwirtschaft 3, BüSo 1 Für den Wahlkreis Vogtland 3 wurde Alfons Kienzle (CDU) direkt gewählt.                                                                          | (*) PBC 22, DSU 17, REP 8, SVP 5, FPD 4, Humanwirtschaft 3, BüSo 1 Für den Wahlkreis Vogtland 3 wurde Alfons Kienzle (CDU) direkt gewählt.                                                                          | Landtagswahl 2009 (Listenstimmen, Rodewisch) %50403020100 40,7 %23,3 %10,9 %8,9 %4,5 %4,3 %2,2 %1,6 %1,4 %2,1 % CDULinkeSPDFDPNPDGrüneTierschutzFSPiratenSonst. | Landtagswahl 2009 (Listenstimmen, Rodewisch) %50403020100 40,7 %23,3 %10,9 %8,9 %4,5 %4,3 %2,2 %1,6 %1,4 %2,1 % CDULinkeSPDFDPNPDGrüneTierschutzFSPiratenSonst. | Landtagswahl 2009 (Listenstimmen, Rodewisch) %50403020100 40,7 %23,3 %10,9 %8,9 %4,5 %4,3 %2,2 %1,6 %1,4 %2,1 % CDULinkeSPDFDPNPDGrüneTierschutzFSPiratenSonst. | Landtagswahl 2009 (Listenstimmen, Rodewisch) %50403020100 40,7 %23,3 %10,9 %8,9 %4,5 %4,3 %2,2 %1,6 %1,4 %2,1 % CDULinkeSPDFDPNPDGrüneTierschutzFSPiratenSonst. | Landtagswahl 2009 (Listenstimmen, Rodewisch) %50403020100 40,7 %23,3 %10,9 %8,9 %4,5 %4,3 %2,2 %1,6 %1,4 %2,1 % CDULinkeSPDFDPNPDGrüneTierschutzFSPiratenSonst. | Landtagswahl 2009 (Listenstimmen, Rodewisch) %50403020100 40,7 %23,3 %10,9 %8,9 %4,5 %4,3 %2,2 %1,6 %1,4 %2,1 % CDULinkeSPDFDPNPDGrüneTierschutzFSPiratenSonst. | Landtagswahl 2009 (Listenstimmen, Rodewisch) %50403020100 40,7 %23,3 %10,9 %8,9 %4,5 %4,3 %2,2 %1,6 %1,4 %2,1 % CDULinkeSPDFDPNPDGrüneTierschutzFSPiratenSonst. | Landtagswahl 2009 (Listenstimmen, Rodewisch) %50403020100 40,7 %23,3 %10,9 %8,9 %4,5 %4,3 %2,2 %1,6 %1,4 %2,1 % CDULinkeSPDFDPNPDGrüneTierschutzFSPiratenSonst. |
| 2004 | 6447 3548 55,0 % | | | Partei | CDU | PDS | SPD | NPD | FDP | DSU | Grüne | TSP | Sonst. (*) | Sonst. (*) |
| 2004 | 6447 3548 55,0 % | Bewerber | Alfons Kienzle | Thomas Höllrich | Christoph Huster | - | Dieter Käppel | Günter Schädlich | Volker Liskowsky | - | - | - | | |
| 2004 | 6447 3548 55,0 % | Direktstimmen (Wahlkreis Vogtland 3) | 116 (3,3 %) 3432 (96,7 %) | Stimmen rel. (in %) | 37,1 | 28,0 | 9,7 | | 14,2 | 6,8 | 4,2 | | | |
| 2004 | 6447 3548 55,0 % | Listenstimmen | 53 (1,5 %) 3495 (98,5 %) | Stimmen rel. (in %) | 41,0 | 25,0 | 10,1 | 8,2 | 6,4 | 2,7 | 2,5 | 1,3 | 2,5 | 2,5 |
| (*) PBC 33, Aufbruch 18, Graue 17, DGG 15, BüSo 8 Für den Wahlkreis Vogtland 3 wurde Alfons Kienzle (CDU) direkt gewählt. | (*) PBC 33, Aufbruch 18, Graue 17, DGG 15, BüSo 8 Für den Wahlkreis Vogtland 3 wurde Alfons Kienzle (CDU) direkt gewählt. | (*) PBC 33, Aufbruch 18, Graue 17, DGG 15, BüSo 8 Für den Wahlkreis Vogtland 3 wurde Alfons Kienzle (CDU) direkt gewählt. | (*) PBC 33, Aufbruch 18, Graue 17, DGG 15, BüSo 8 Für den Wahlkreis Vogtland 3 wurde Alfons Kienzle (CDU) direkt gewählt. | (*) PBC 33, Aufbruch 18, Graue 17, DGG 15, BüSo 8 Für den Wahlkreis Vogtland 3 wurde Alfons Kienzle (CDU) direkt gewählt.                                                                                           | (*) PBC 33, Aufbruch 18, Graue 17, DGG 15, BüSo 8 Für den Wahlkreis Vogtland 3 wurde Alfons Kienzle (CDU) direkt gewählt.                                                                                           | (*) PBC 33, Aufbruch 18, Graue 17, DGG 15, BüSo 8 Für den Wahlkreis Vogtland 3 wurde Alfons Kienzle (CDU) direkt gewählt.                                                                                           | Landtagswahl 2004 (Rodewisch, Listenstimmen) %50403020100 41,0 %25,0 %10,1 %8,2 %6,4 %2,7 %2,5 %1,3 %2,5 % CDUPDSSPDNPDFDPDSUGrüneTierschutzSonst.              | Landtagswahl 2004 (Rodewisch, Listenstimmen) %50403020100 41,0 %25,0 %10,1 %8,2 %6,4 %2,7 %2,5 %1,3 %2,5 % CDUPDSSPDNPDFDPDSUGrüneTierschutzSonst.              | Landtagswahl 2004 (Rodewisch, Listenstimmen) %50403020100 41,0 %25,0 %10,1 %8,2 %6,4 %2,7 %2,5 %1,3 %2,5 % CDUPDSSPDNPDFDPDSUGrüneTierschutzSonst.              | Landtagswahl 2004 (Rodewisch, Listenstimmen) %50403020100 41,0 %25,0 %10,1 %8,2 %6,4 %2,7 %2,5 %1,3 %2,5 % CDUPDSSPDNPDFDPDSUGrüneTierschutzSonst.              | Landtagswahl 2004 (Rodewisch, Listenstimmen) %50403020100 41,0 %25,0 %10,1 %8,2 %6,4 %2,7 %2,5 %1,3 %2,5 % CDUPDSSPDNPDFDPDSUGrüneTierschutzSonst.              | Landtagswahl 2004 (Rodewisch, Listenstimmen) %50403020100 41,0 %25,0 %10,1 %8,2 %6,4 %2,7 %2,5 %1,3 %2,5 % CDUPDSSPDNPDFDPDSUGrüneTierschutzSonst.              | Landtagswahl 2004 (Rodewisch, Listenstimmen) %50403020100 41,0 %25,0 %10,1 %8,2 %6,4 %2,7 %2,5 %1,3 %2,5 % CDUPDSSPDNPDFDPDSUGrüneTierschutzSonst.              | Landtagswahl 2004 (Rodewisch, Listenstimmen) %50403020100 41,0 %25,0 %10,1 %8,2 %6,4 %2,7 %2,5 %1,3 %2,5 % CDUPDSSPDNPDFDPDSUGrüneTierschutzSonst.              |
| 1999 | 6660 3872 58,1 % | | | Partei | CDU | PDS | SPD | PRO DM | PRO DM | REP | Grüne | Sonst. (*) | Sonst. (*) | Sonst. (*) |
| 1999 | 6660 3872 58,1 % | Bewerber | Alfons Kienzle | Eberhard Irrgang | Sabine Zimmermann | - | - | Andreas Bräuer | Volker Liskowsky | Einzelkandidat / für: F.D.P./DSU | Einzelkandidat / für: F.D.P./DSU | Einzelkandidat / für: F.D.P./DSU | | |
| 1999 | 6660 3872 58,1 % | Direktstimmen (Wahlkreis Göltzschtal 1) | 94 (2,4 %) 3778 (97,6 %) | Stimmen rel. (in %) | 47,0 | 22,2 | 14,6 | | | 2,6 | 2,2 | 11,5 | 11,5 | 11,5 |
| 1999 | 6660 3872 58,1 % | Listenstimmen | 33 (0,9 %) 3839 (99,1 %) | Stimmen rel. (in %) | 57,7 | 22,2 | 12,3 | 2,1 | 2,1 | 1,7 | 1,3 | 2,8 | 2,8 | 2,8 |
| (*) F.D.P. 35, DSU 28, NPD 18, Graue 10, PBC 5, KPD %, BüSo 3, Forum 3, FPD 1 Direkt gewählt für den Wahlkreis Göltzschtal 1 wurde Alfons Kienzle (CDU). | (*) F.D.P. 35, DSU 28, NPD 18, Graue 10, PBC 5, KPD %, BüSo 3, Forum 3, FPD 1 Direkt gewählt für den Wahlkreis Göltzschtal 1 wurde Alfons Kienzle (CDU). | (*) F.D.P. 35, DSU 28, NPD 18, Graue 10, PBC 5, KPD %, BüSo 3, Forum 3, FPD 1 Direkt gewählt für den Wahlkreis Göltzschtal 1 wurde Alfons Kienzle (CDU). | (*) F.D.P. 35, DSU 28, NPD 18, Graue 10, PBC 5, KPD %, BüSo 3, Forum 3, FPD 1 Direkt gewählt für den Wahlkreis Göltzschtal 1 wurde Alfons Kienzle (CDU). | (*) F.D.P. 35, DSU 28, NPD 18, Graue 10, PBC 5, KPD %, BüSo 3, Forum 3, FPD 1 Direkt gewählt für den Wahlkreis Göltzschtal 1 wurde Alfons Kienzle (CDU).                                                            | (*) F.D.P. 35, DSU 28, NPD 18, Graue 10, PBC 5, KPD %, BüSo 3, Forum 3, FPD 1 Direkt gewählt für den Wahlkreis Göltzschtal 1 wurde Alfons Kienzle (CDU).                                                            | (*) F.D.P. 35, DSU 28, NPD 18, Graue 10, PBC 5, KPD %, BüSo 3, Forum 3, FPD 1 Direkt gewählt für den Wahlkreis Göltzschtal 1 wurde Alfons Kienzle (CDU).                                                            | Landtagswahl 1999 (Rodewisch, Listenstimmen) %6050403020100 57,7 %22,2 %12,3 %2,1 %1,7 %1,3 %2,8 % CDUPDSSPDProDMREPGrüneSonst.                                 | Landtagswahl 1999 (Rodewisch, Listenstimmen) %6050403020100 57,7 %22,2 %12,3 %2,1 %1,7 %1,3 %2,8 % CDUPDSSPDProDMREPGrüneSonst.                                 | Landtagswahl 1999 (Rodewisch, Listenstimmen) %6050403020100 57,7 %22,2 %12,3 %2,1 %1,7 %1,3 %2,8 % CDUPDSSPDProDMREPGrüneSonst.                                 | Landtagswahl 1999 (Rodewisch, Listenstimmen) %6050403020100 57,7 %22,2 %12,3 %2,1 %1,7 %1,3 %2,8 % CDUPDSSPDProDMREPGrüneSonst.                                 | Landtagswahl 1999 (Rodewisch, Listenstimmen) %6050403020100 57,7 %22,2 %12,3 %2,1 %1,7 %1,3 %2,8 % CDUPDSSPDProDMREPGrüneSonst.                                 | Landtagswahl 1999 (Rodewisch, Listenstimmen) %6050403020100 57,7 %22,2 %12,3 %2,1 %1,7 %1,3 %2,8 % CDUPDSSPDProDMREPGrüneSonst.                                 | Landtagswahl 1999 (Rodewisch, Listenstimmen) %6050403020100 57,7 %22,2 %12,3 %2,1 %1,7 %1,3 %2,8 % CDUPDSSPDProDMREPGrüneSonst.                                 | Landtagswahl 1999 (Rodewisch, Listenstimmen) %6050403020100 57,7 %22,2 %12,3 %2,1 %1,7 %1,3 %2,8 % CDUPDSSPDProDMREPGrüneSonst.                                 |
| 1994 | 6804 3337 49,0 % | | | Partei | CDU | SPD | PDS | Grüne | DSU | F.D.P. | REP | Sonst. (*) | Sonst. (*) | Sonst. (*) |
| 1994 | 6804 3337 49,0 % | Bewerber | Jürgen Petzold | Friedrich Fuchs | Andrea Roth | Thomas Lorke | Wolfgang Berger | - | Andrea Schlosser | - | - | - | | |
| 1994 | 6804 3337 49,0 % | Direktstimmen (Wahlkreis Göltzschtal 2) | 127 (3,8 %) 3210 (96,2 %) | Stimmen rel. (in %) | 53,6 | 20,4 | 14,0 | 5,7 | 6,4 | | | | | |
| 1994 | 6804 3337 49,0 % | Listenstimmen | 42 (1,3 %) 3295 (98,7 %) | Stimmen rel. (in %) | 63,0 | 16,4 | 13,0 | 3,0 | 1,9 | 1,3 | 1,1 | 0,3 | 0,3 | 0,3 |
| (*) FORUM 6, SP 2 Direkt gewählt für den Wahlkreis Göltzschtal 2 wurde Jürgen Petzold (CDU). | (*) FORUM 6, SP 2 Direkt gewählt für den Wahlkreis Göltzschtal 2 wurde Jürgen Petzold (CDU). | (*) FORUM 6, SP 2 Direkt gewählt für den Wahlkreis Göltzschtal 2 wurde Jürgen Petzold (CDU). | (*) FORUM 6, SP 2 Direkt gewählt für den Wahlkreis Göltzschtal 2 wurde Jürgen Petzold (CDU). | (*) FORUM 6, SP 2 Direkt gewählt für den Wahlkreis Göltzschtal 2 wurde Jürgen Petzold (CDU). | (*) FORUM 6, SP 2 Direkt gewählt für den Wahlkreis Göltzschtal 2 wurde Jürgen Petzold (CDU). | (*) FORUM 6, SP 2 Direkt gewählt für den Wahlkreis Göltzschtal 2 wurde Jürgen Petzold (CDU). | Landtagswahl 1994 (Rodewisch, Listenstimmen) %706050403020100 63,0 %16,4 %13,0 %3,0 %1,9 %1,3 %1,1 %0,3 % CDUSPDPDSGrüneDSUFDPREPSonst.                         | Landtagswahl 1994 (Rodewisch, Listenstimmen) %706050403020100 63,0 %16,4 %13,0 %3,0 %1,9 %1,3 %1,1 %0,3 % CDUSPDPDSGrüneDSUFDPREPSonst.                         | Landtagswahl 1994 (Rodewisch, Listenstimmen) %706050403020100 63,0 %16,4 %13,0 %3,0 %1,9 %1,3 %1,1 %0,3 % CDUSPDPDSGrüneDSUFDPREPSonst.                         | Landtagswahl 1994 (Rodewisch, Listenstimmen) %706050403020100 63,0 %16,4 %13,0 %3,0 %1,9 %1,3 %1,1 %0,3 % CDUSPDPDSGrüneDSUFDPREPSonst.                         | Landtagswahl 1994 (Rodewisch, Listenstimmen) %706050403020100 63,0 %16,4 %13,0 %3,0 %1,9 %1,3 %1,1 %0,3 % CDUSPDPDSGrüneDSUFDPREPSonst.                         | Landtagswahl 1994 (Rodewisch, Listenstimmen) %706050403020100 63,0 %16,4 %13,0 %3,0 %1,9 %1,3 %1,1 %0,3 % CDUSPDPDSGrüneDSUFDPREPSonst.                         | Landtagswahl 1994 (Rodewisch, Listenstimmen) %706050403020100 63,0 %16,4 %13,0 %3,0 %1,9 %1,3 %1,1 %0,3 % CDUSPDPDSGrüneDSUFDPREPSonst.                         | Landtagswahl 1994 (Rodewisch, Listenstimmen) %706050403020100 63,0 %16,4 %13,0 %3,0 %1,9 %1,3 %1,1 %0,3 % CDUSPDPDSGrüneDSUFDPREPSonst.                         |
| 1990 | Rodewisch 6374 4416 69,3 % | | | Partei | CDU | SPD | LL-PDS | F.D.P. | Forum | DSU | Sonst. (NPD/DA/Chr.L./DBU/RAP) | Sonst. (NPD/DA/Chr.L./DBU/RAP) | Sonst. (NPD/DA/Chr.L./DBU/RAP) | Sonst. (NPD/DA/Chr.L./DBU/RAP) |
| 1990 | Rodewisch 6374 4416 69,3 % | Bewerber | Arndt Rauchalles | ? | ? | ? | ? | ? | - | - | - | - | | |
| 1990 | Rodewisch 6374 4416 69,3 % | Direktstimmen (Wahlkreis Auerbach I) | 133 (3,0 %) 4283 (97,0 %) | Stimmen rel. (in %) | 54,5 | 19,1 | 7,6 | 8,3 | 5,0 | 5,5 | | | | |
| 1990 | Rodewisch 6374 4416 69,3 % | Listenstimmen | 91 (2,1 %) 4325 (97,9 %) | Stimmen rel. (in %) | 58,9 | 18,5 | 7,6 | 5,6 | 3,9 | 3,7 | 1,7(*) | 1,7(*) | 1,7(*) | 1,7(*) |
| 1990 | Rützengrün 269 223 83,5 % | Direktstimmen (Wahlkreis Auerbach I) | 11 (4,9 %) 212 (95,1 %) | Stimmen rel. (in %) | 56,1 | 24,5 | 2,8 | 5,2 | 3,3 | 8,0 | | | | |
| 1990 | Rützengrün 269 223 83,5 % | Listenstimmen | 4 (1,8 %) 219 (98,2 %) | Stimmen rel. (in %) | 61,2 | 22,8 | 2,3 | 4,6 | 3,7 | 3,7 | 1,9(**) | 1,9(**) | 1,9(**) | 1,9(**) |
| 1990 | Röthenbach 316 251 79,4 % | Direktstimmen (Wahlkreis Auerbach I) | 5 (2,0 %) 246 (98,0 %) | Stimmen rel. (in %) | 67,1 | 14,6 | 1,2 | 6,1 | 2,4 | 8,5 | | | | |
| 1990 | Röthenbach 316 251 79,4 % | Listenstimmen | 2 (0,8 %) 249 (99,2 %) | Stimmen rel. (in %) | 68,3 | 13,7 | 0,8 | 7,2 | 1,6 | 7,6 | 0,8(***) | 0,8(***) | 0,8(***) | 0,8(***) |
| Reihenfolge folgt der Listenstimmenverteilung von Rodewisch. (*) DA 22, NPD 22, Chr.L. 19, DBU (Biertrinkerunion) 9, RAP 4 (**) DBU 2, NPD 1, RAP 1 (***) DA 1, Chr.L. 1 Direkt gewählt für den Wahlkreis Auerbach I wurde Arndt Rauchalles (CDU). | | | | | | | | | | | | | | |
| \| Landtagswahl 1990 (Rodewisch, Listenstimmen) %6050403020100 58,9 %18,5 %7,6 %5,6 %3,9 %3,7 %1,7 % CDUSPDPDSFDPForumDSUSonst. \| Landtagswahl 1990 (Rützengrün, Listenstimmen) %706050403020100 61,2 %22,8 %4,6 %3,7 %3,7 %2,3 %1,9 % CDUSPDFDPForumDSUPDSSonst. \| Landtagswahl 1990 (Röthenbach, Listenstimmen) %706050403020100 68,3 %13,7 %7,6 %7,2 %1,6 %0,8 %0,8 % CDUSPDDSUFDPForumPDSSonst. \| | | | | | | | | | | | | | | |
| Landtagswahl 1990 (Rodewisch, Listenstimmen) %6050403020100 58,9 %18,5 %7,6 %5,6 %3,9 %3,7 %1,7 % CDUSPDPDSFDPForumDSUSonst. | Landtagswahl 1990 (Rützengrün, Listenstimmen) %706050403020100 61,2 %22,8 %4,6 %3,7 %3,7 %2,3 %1,9 % CDUSPDFDPForumDSUPDSSonst. | Landtagswahl 1990 (Röthenbach, Listenstimmen) %706050403020100 68,3 %13,7 %7,6 %7,2 %1,6 %0,8 %0,8 % CDUSPDDSUFDPForumPDSSonst. | | | | | | | | | | | | |

### Bundestagswahlen
| Partei (in %)                                                                | AfD  | SPD  | CDU  | FDP  | Linke | Grüne | TSP | Basis | Partei | FW  | Sonst. | Wahldiagramm |
| Wahlberechtigte Wähler Wahlbeteiligung                                       | AfD  | SPD  | CDU  | FDP  | Linke | Grüne | TSP | Basis | Partei | FW  | Sonst. | Wahldiagramm |
| ---------------------------------------------------------------------------- | ---- | ---- | ---- | ---- | ----- | ----- | --- | ----- | ------ | --- | ------ | --- |
| 5334 4036 75,7 %                                                             | 26,0 | 22,2 | 20,0 | 10,0 | 8,6   | 4,7   | 2,5 | 1,6   | 1,3    | 1,1 | 2,0    | Bundestagswahl 2021 (Rodewisch, Zweitstimmen) %3020100 26,0 %22,2 %20,0 %10,0 %8,6 %4,7 %2,5 %1,6 %1,3 %1,1 %2,0 % AfDSPDCDUFDPLinkeGrüneTierschutzBasisPARTEIFWDSonst. |
| (*) Gewählt für den Wahlkreis 166 (Vogtlandkreis) wurde Yvonne Magwas (CDU). |      |      |      |      |       |       |     |       |        |     |        | Bundestagswahl 2021 (Rodewisch, Zweitstimmen) %3020100 26,0 %22,2 %20,0 %10,0 %8,6 %4,7 %2,5 %1,6 %1,3 %1,1 %2,0 % AfDSPDCDUFDPLinkeGrüneTierschutzBasisPARTEIFWDSonst. |

| Partei | Partei            | CDU    | AfD    | Linke  | SPD    | FDP   | Grüne  | Sonst. | direkt gewählt          | Diagramm                                                                         |
| Wahl   | Wahlbeteiligung   | CDU    | AfD    | Linke  | SPD    | FDP   | Grüne  | Sonst. | direkt gewählt          | Diagramm                                                                         |
| ------ | ----------------- | ------ | ------ | ------ | ------ | ----- | ------ | ------ | ----------------------- | -------------------------------------------------------------------------------- |
| 2017   | 73,9 %            | 32,2 % | 25,7 % | 16,8 % | 10,9 % | 6,8 % | 2,5 %  | 5,6 %  | Yvonne Magwas (CDU)     | %403020100 32,2 %25,7 %16,8 %10,9 %6,8 %2,5 %5,6 % CDUAfDLinkeSPDFDPGrüneSonst.  |
| 2013   | 84,7 %            | CDU    | Linke  | SPD    | AfD    | Grüne | FDP    | Sonst. | Yvonne Magwas (CDU)     | %50403020100 46,9 %19,4 %19,3 %4,2 %3,5 %2,2 %4,5 % CDULinkeSPDAfDGrüneFDPSonst. |
| 2013   | 84,7 %            | 46,9 % | 19,4 % | 19,3 % | 4,2 %  | 3,5 % | 2,2 %  | 4,5 %  | Yvonne Magwas (CDU)     | %50403020100 46,9 %19,4 %19,3 %4,2 %3,5 %2,2 %4,5 % CDULinkeSPDAfDGrüneFDPSonst. |
| 2009   | 64,9 %            | CDU    | Linke  | SPD    | FDP    | Grüne | NPD    | Sonst. | Robert Hochbaum (CDU)   | %403020100 36,1 %25,4 %16,0 %14,0 %4,2 %3,0 %1,3 % CDULinkeSPDFDPGrüneNPDSonst.  |
| 2009   | 64,9 %            | 36,1 % | 25,4 % | 16,0 % | 14,0 % | 4,2 % | 3,0 %  | 1,3 %  | Robert Hochbaum (CDU)   | %403020100 36,1 %25,4 %16,0 %14,0 %4,2 %3,0 %1,3 % CDULinkeSPDFDPGrüneNPDSonst.  |
| 2005   | 78,8 %            | CDU    | SPD    | Linke  | FDP    | NPD   | Grüne  | Sonst. | Robert Hochbaum (CDU)   | %403020100 30,9 %26,9 %22,1 %10,3 %3,8 %3,3 %2,8 % CDUSPDLinkeFDPNPDGrüneSonst.  |
| 2005   | 78,8 %            | 30,9 % | 26,9 % | 22,1 % | 10,3 % | 3,8 % | 3,3 %  | 2,8 %  | Robert Hochbaum (CDU)   | %403020100 30,9 %26,9 %22,1 %10,3 %3,8 %3,3 %2,8 % CDUSPDLinkeFDPNPDGrüneSonst.  |
| 2002   | 87,6 %            | CDU    | SPD    | PDS    | FDP    | Grüne | Schill | Sonst. | Robert Hochbaum (CDU)   | %403020100 35,5 %34,3 %14,3 %7,7 %3,4 %1,4 %3,4 % CDUSPDPDSFDPGrüneSchillSonst.  |
| 2002   | 87,6 %            | 35,5 % | 34,3 % | 14,3 % | 7,7 %  | 3,4 % | 1,4 %  | 3,4 %  | Robert Hochbaum (CDU)   | %403020100 35,5 %34,3 %14,3 %7,7 %3,4 %1,4 %3,4 % CDUSPDPDSFDPGrüneSchillSonst.  |
| 1998   | 83,5 %            | SPD    | CDU    | PDS    | F.D.P. | Grüne | PRO DM | Sonst. | Rolf Schwanitz (SPD)    | %403020100 33,3 %32,2 %18,7 %4,1 %3,2 %3,0 %5,5 % SPDCDUPDSFDPGrüneProDMSonst.   |
| 1998   | 83,5 %            | 33,3 % | 32,2 % | 18,7 % | 4,1 %  | 3,2 % | 3,0 %  | 5,5 %  | Rolf Schwanitz (SPD)    | %403020100 33,3 %32,2 %18,7 %4,1 %3,2 %3,0 %5,5 % SPDCDUPDSFDPGrüneProDMSonst.   |
| 1994   | 63,3 %            | CDU    | SPD    | PDS    | F.D.P. | Grüne | REP    | Sonst. | Rudolf Braun (CDU)      | %6050403020100 50,3 %28,2 %11,5 %4,6 %3,2 %1,4 %0,8 % CDUSPDPDSFDPGrüneREPSonst. |
| 1994   | 63,3 %            | 50,3 % | 28,2 % | 11,5 % | 4,6 %  | 3,2 % | 1,4 %  | 0,8 %  | Rudolf Braun (CDU)      | %6050403020100 50,3 %28,2 %11,5 %4,6 %3,2 %1,4 %0,8 % CDUSPDPDSFDPGrüneREPSonst. |
| 1990   | Rodewisch 73,1 %  | CDU    | SPD    | F.D.P. | PDS    | DSU   | Grüne  | Sonst. | Bertram Wieczorek (CDU) | %6050403020100 50,7 %17,7 %14,2 %6,0 %4,6 %3,7 %3,1 % CDUSPDFDPPDSDSUGrüneSonst. |
| 1990   | Rodewisch 73,1 %  | 50,7 % | 17,7 % | 14,2 % | 6,0 %  | 4,6 % | 3,7 %  | 3,1 %  | Bertram Wieczorek (CDU) | %6050403020100 50,7 %17,7 %14,2 %6,0 %4,6 %3,7 %3,1 % CDUSPDFDPPDSDSUGrüneSonst. |
| 1990   | Rützengrün 83,0 % | CDU    | SPD    | F.D.P. | PDS    | DSU   | REP    | Sonst. | Bertram Wieczorek (CDU) | %6050403020100 55,0 %19,7 %9,2 %8,7 %4,1 %1,8 %1,4 % CDUSPDFDPPDSDSUREPSonst.    |
| 1990   | Rützengrün 83,0 % | 55,0 % | 19,7 % | 9,2 %  | 8,7 %  | 4,1 % | 1,8 %  | 1,4 %  | Bertram Wieczorek (CDU) | %6050403020100 55,0 %19,7 %9,2 %8,7 %4,1 %1,8 %1,4 % CDUSPDFDPPDSDSUREPSonst.    |
| 1990   | Röthenbach 84,4 % | CDU    | F.D.P. | SPD    | DSU    | Grüne | REP    | Sonst. | Bertram Wieczorek (CDU) | %6050403020100 57,4 %16,0 %15,6 %6,1 %1,9 %1,5 %1,5 % CDUFDPSPDDSUGrüneREPSonst. |
| 1990   | Röthenbach 84,4 % | 57,4 % | 16,0 % | 15,6 % | 6,1 %  | 1,9 % | 1,5 %  | 1,5 %  | Bertram Wieczorek (CDU) | %6050403020100 57,4 %16,0 %15,6 %6,1 %1,9 %1,5 %1,5 % CDUFDPSPDDSUGrüneREPSonst. |

### Wahlen zum EU-Parlament
| Partei (in %)   | AfD  | CDU  | BSW  | SPD | Linke | Grüne | FDP | PARTEI | TSP | FW  | Familie | Sonst. | Diagramm |
| Wahlbeteiligung | AfD  | CDU  | BSW  | SPD | Linke | Grüne | FDP | PARTEI | TSP | FW  | Familie | Sonst. | Diagramm |
| --------------- | ---- | ---- | ---- | --- | ----- | ----- | --- | ------ | --- | --- | ------- | ------ | --- |
| 67,0 %          | 36,1 | 25,1 | 14,9 | 6,5 | 3,2   | 2,3   | 1,7 | 1,7    | 1,5 | 1,1 | 1,1     | 4,8    | Europawahl 2024 in Rodewisch %403020100 36,1 %25,1 %14,9 %6,5 %3,2 %2,3 %1,7 %1,7 %1,5 %1,1 %1,1 %4,8 % AfDCDUBSWSPDLinkeGrüneFDPPARTEITierschutzFWFamilieSonst. |

| Partei (in %) | Partei (in %)          | CDU  | AfD   | Linke | SPD  | Grüne | FDP   | Familie | FW      | Partei | TSP    | Sonst. | Sonst. | Diagramm |
| Wahl          | Wahlbeteiligung (in %) | CDU  | AfD   | Linke | SPD  | Grüne | FDP   | Familie | FW      | Partei | TSP    | Sonst. | Sonst. | Diagramm |
| ------------- | ---------------------- | ---- | ----- | ----- | ---- | ----- | ----- | ------- | ------- | ------ | ------ | ------ | ------ | --- |
| 2019          | 70,8                   | 31,3 | 22,9  | 12,8  | 9,7  | 5,9   | 4,1   | 1,9     | 1,6     | 1,6    | 1,5    | 6,6    | 6,6    | Wahl zum EU-Parlament 2019 (Rodewisch) %403020100 31,3 %22,9 %12,8 %9,7 %5,9 %4,1 %1,9 %1,6 %1,6 %1,5 %6,6 % CDUAfDLinkeSPDGrüneFDPFamilieFWPARTEITierschutzSonst. |
| 2014          | 46,7                   | CDU  | Linke | SPD   | AfD  | NPD   | Grüne | FDP     | Familie | TSP    | Sonst. | Sonst. | Sonst. | %403020100 36,1 %19,6 %18,1 %11,9 %2,8 %2,8 %1,7 %1,4 %1,2 %4,4 % CDULinkeSPDAfDNPDGrüneFDPFamilieTierschutzSonst.                                                 |
| 2014          | 46,7                   | 36,1 | 19,6  | 18,1  | 11,9 | 2,8   | 2,8   | 1,7     | 1,4     | 1,2    | 4,4    | 4,4    | 4,4    | %403020100 36,1 %19,6 %18,1 %11,9 %2,8 %2,8 %1,7 %1,4 %1,2 %4,4 % CDULinkeSPDAfDNPDGrüneFDPFamilieTierschutzSonst.                                                 |
| 2009          | 39,8                   | CDU  | Linke | SPD   | FDP  | Grüne | REP   | Familie | Rentner | TSP    | Frauen | Sonst. | Sonst. | %403020100 36,8 %22,8 %13,3 %8,9 %3,5 %2,3 %1,9 %1,5 %1,4 %1,0 %6,6 % CDULinkeSPDFDPGrüneREPFamilieRentnerTierschutzFrauenSonst.                                   |
| 2009          | 39,8                   | 36,8 | 22,8  | 13,3  | 8,9  | 3,5   | 2,3   | 1,9     | 1,5     | 1,4    | 1,0    | 6,6    | 6,6    | %403020100 36,8 %22,8 %13,3 %8,9 %3,5 %2,3 %1,9 %1,5 %1,4 %1,0 %6,6 % CDULinkeSPDFDPGrüneREPFamilieRentnerTierschutzFrauenSonst.                                   |
| 2004          | 40,9                   | CDU  | PDS   | SPD   | NPD  | FDP   | Grüne | REP     | Familie | TSP    | Graue  | PBC    | Sonst. | %403020100 36,6 %23,3 %12,6 %6,1 %5,0 %3,5 %3,3 %2,4 %1,6 %1,2 %1,0 %3,4 % CDUPDSSPDNPDFDPGrüneREPFamilieTierschutzGRAUEPBCSonst.                                  |
| 2004          | 40,9                   | 36,6 | 23,3  | 12,6  | 6,1  | 5,0   | 3,5   | 3,3     | 2,4     | 1,6    | 1,2    | 1,0    | 3,4    | %403020100 36,6 %23,3 %12,6 %6,1 %5,0 %3,5 %3,3 %2,4 %1,6 %1,2 %1,0 %3,4 % CDUPDSSPDNPDFDPGrüneREPFamilieTierschutzGRAUEPBCSonst.                                  |
| 1999          | 45,8                   | CDU  | SPD   | PDS   | FDP  | REP   | Grüne | TSP     | Sonst.  | Sonst. | Sonst. | Sonst. | Sonst. | %50403020100 46,4 %21,7 %20,0 %2,6 %2,2 %1,6 %1,5 %4,0 % CDUSPDPDSFDPREPGrüneTierschutzSonst.                                                                      |
| 1999          | 45,8                   | 46,4 | 21,7  | 20,0  | 2,6  | 2,2   | 1,6   | 1,5     | 4,0     | 4,0    | 4,0    | 4,0    | 4,0    | %50403020100 46,4 %21,7 %20,0 %2,6 %2,2 %1,6 %1,5 %4,0 % CDUSPDPDSFDPREPGrüneTierschutzSonst.                                                                      |
| 1994          | 62,9                   | CDU  | SPD   | PDS   | FDP  | REP   | Grüne | DSU     | APD     | Forum  | Sonst. | Sonst. | Sonst. | %50403020100 41,4 %22,7 %12,8 %4,5 %4,0 %4,0 %3,9 %1,3 %1,3 %4,1 % CDUSPDPDSFDPREPGrüneDSUAutofahrerForumSonst.                                                    |
| 1994          | 62,9                   | 41,4 | 22,7  | 12,8  | 4,5  | 4,0   | 4,0   | 3,9     | 1,3     | 1,3    | 4,1    | 4,1    | 4,1    | %50403020100 41,4 %22,7 %12,8 %4,5 %4,0 %4,0 %3,9 %1,3 %1,3 %4,1 % CDUSPDPDSFDPREPGrüneDSUAutofahrerForumSonst.                                                    |

### Frühere Wahlen auf höherer Ebene
| Wahl           | Wahl            | KPD  | SPD  | NSDAP |
| -------------- | --------------- | ---- | ---- | ----- |
| Juni 1930      | Landtag Sachsen | 0705 | 0786 | 1149  |
| September 1930 | Reichstag       | 1410 | 0907 | 1519  |
| März 1933      | Reichstag       | 0?   | 0?   | 4058  |

Bei der Wahl im März 1933 erreichte die NSDAP in Rodewisch die absolute Mehrheit der Stimmen. Bis Januar 1933 wurden 125 Rodewischer NSDAP-Mitglied. Kurz darauf waren es bereits 65 mehr.

## Belege
1. ↑  Vier Parteien und viel Frauen-Power: Wer künftig im Rodewischer Stadtrat mitmischen will. Abgerufen am 16. April 2024.
2. ↑  Referat Kommunikation und Öffentlichkeitsarbeit: Wahlergebnisse - Wahlen - sachsen.de. Abgerufen am 10. Juni 2024.
3. ↑  Gemeindewahlausschuss der Stadt Rodewisch: Öffentliche Bekanntmachung des Ergebnisses der Wahl zum Stadtrat der Stadt Rodewisch am 09. Juni 2024. Stadtverwaltung Rodewisch, Die Bürgermeisterin, 18. Juni 2024, abgerufen am 26. Juni 2024.
4. ↑  Jasmin Windisch: Ergebnisprotokoll zur 1. (konstituierenden) öffentlichen Sitzung des Stadtrates. 24. August 2024, abgerufen am 5. September 2024.
5. ↑  Statistik - GENESIS-Online. 2. August 2023, abgerufen am 2. August 2023.
6. ↑  Amtsblatt der Stadt Rodewisch. 6/2019
7. ↑  Jasmin Leistner: Ergebnisprotokoll zur 1. (konstituierenden) Sitzung des Stadtrates. Stadt Rodewisch, 29. August 2019, abgerufen am 7. August 2024.
8. ↑  Statistik - GENESIS-Online. 2. August 2023, abgerufen am 2. August 2023.
9. ↑  RODEWISCHER ANZEIGENBLATT – Amtsblatt der Stadt Rodewisch. 27/06/2014. Seite 3
10. ↑  Statistik - GENESIS-Online. 2. August 2023, abgerufen am 2. August 2023.
11. ↑  Statistik - GENESIS-Online. 2. August 2023, abgerufen am 2. August 2023.
12. ↑  Statistik - GENESIS-Online. 2. August 2023, abgerufen am 2. August 2023.
13. ↑  Statistik - GENESIS-Online. 3. August 2023, abgerufen am 3. August 2023.
14. ↑  Statistik - GENESIS-Online. 2. August 2023, abgerufen am 2. August 2023.
15. ↑  Siegfried Walther: Rodewisch im Wandel der Zeit - Eine Chronik und ein wenig mehr... Kapitel 7: Politische Veränderungen; Kapitel 8: Gesellschaftliche Wandlungen. Hrsg.: Stadtverwaltung Rodewisch. Rodewisch 2011, ISBN 978-3-942267-16-8, S. 72 f., 93.
16. ↑  Referat Kommunikation und Öffentlichkeitsarbeit: Wahlergebnisse - Wahlen - sachsen.de. Abgerufen am 16. Juni 2024.
17. ↑  Referat Kommunikation und Öffentlichkeitsarbeit: Wahlergebnisse - Wahlen - sachsen.de. Abgerufen am 3. August 2023.
18. ↑  Referat Kommunikation und Öffentlichkeitsarbeit: Wahlergebnisse - Wahlen - sachsen.de. Abgerufen am 3. August 2023.
19. 1 2  Statistik - GENESIS-Online. 3. August 2023, abgerufen am 3. August 2023.
20. 1 2  Statistik - GENESIS-Online. 3. August 2023, abgerufen am 3. August 2023.
21. 1 2  Petra del Pino, Käte Meinel: Die Wende im Kreis Auerbach. Versuch einer Chronik der Jahre 1989/1990. Hrsg.: Landratsamt des Kreises Auerbach. Verlag Treffpunkt Vogtland "Preuß und Lenk", Plauen 1992, S. 161 ff. (Jahreszahl unsicher; keine ISBN angegeben).
22. ↑  Referat Kommunikation und Öffentlichkeitsarbeit: Wahlergebnisse - Wahlen - sachsen.de. Abgerufen am 16. Juni 2024.
23. ↑  Referat Kommunikation und Öffentlichkeitsarbeit: Wahlergebnisse - Wahlen - sachsen.de. Abgerufen am 3. August 2023.
24. ↑  Referat Kommunikation und Öffentlichkeitsarbeit: Wahlergebnisse - Wahlen - sachsen.de. Abgerufen am 3. August 2023.
25. ↑  Referat Kommunikation und Öffentlichkeitsarbeit: Wahlergebnisse 2019 - Wahlen - sachsen.de. Abgerufen am 3. August 2023.
26. ↑  Stadt Rodewisch - Vorläufiges Ergebnis der Bürgermeisterwahl ermittelt. Abgerufen am 22. April 2022.
27. ↑  Bürgermeisterwahlen. Abgerufen am 3. August 2023.
28. ↑  Stadt Rodewisch - Bekanntmachung des Ergebnisses der Wahl zum Bürgermeister. Abgerufen am 22. April 2022.
29. ↑  Statistik Sachsen: BM-Wahlen 1994. (PDF) In: Statistik Sachsen. Abgerufen am 15. Mai 2022.
30. ↑  Referat Kommunikation und Öffentlichkeitsarbeit: Wahlergebnisse - Wahlen - sachsen.de. Abgerufen am 16. Juni 2024.
31. ↑  Statistik - GENESIS-Online. 3. August 2023, abgerufen am 3. August 2023.
32. ↑  Statistik - GENESIS-Online. 3. August 2023, abgerufen am 3. August 2023.
33. ↑  Statistik - GENESIS-Online. 3. August 2023, abgerufen am 3. August 2023.
34. ↑  Statistik - GENESIS-Online. 3. August 2023, abgerufen am 3. August 2023.
35. ↑  Statistik - GENESIS-Online. 3. August 2023, abgerufen am 3. August 2023.
36. ↑  Statistisches Landesamt des Freistaates Sachsen: Wahlergebnisse - Wahlen - sachsen.de. Abgerufen am 12. Juni 2022.
37. ↑  Freie Presse vom 14. Juni 2022. "Auerbacher Zeitung" S. 11. Autor: Nicole Jähn. Titel: Wahlniederlage: Vize-Landrat Uwe Drechsel zieht zurück
38. ↑  Referat Kommunikation und Öffentlichkeitsarbeit: 2. Wahlgang am 3. Juli - Wahlen - sachsen.de. Abgerufen am 4. Juli 2022.
39. ↑  Referat Kommunikation und Öffentlichkeitsarbeit: Landratswahlen Wahlergebnisse 2015 - Wahlen - sachsen.de. Abgerufen am 15. Mai 2022.
40. ↑  Landratswahlen 2008. Abgerufen am 3. August 2023.
41. ↑  Landratswahl 2002. Abgerufen am 3. August 2023.
42. 1 2  Referat Kommunikation und Öffentlichkeitsarbeit: Wahlergebnisse - Wahlen - sachsen.de. Abgerufen am 3. August 2023.
43. ↑  Referat Kommunikation und Öffentlichkeitsarbeit: Wahlergebnisse - Wahlen - sachsen.de. Abgerufen am 3. August 2023.
44. ↑  Statistik - GENESIS-Online. 6. August 2023, abgerufen am 6. August 2023.
45. ↑  Statistik - GENESIS-Online. 7. August 2023, abgerufen am 7. August 2023.
46. ↑  Statistik - GENESIS-Online. 17. August 2023, abgerufen am 17. August 2023.
47. ↑  Statistik - GENESIS-Online. 17. August 2023, abgerufen am 17. August 2023.
48. ↑  Statistisches Landesamt des Freistaates Sachsen: Bundestagswahl 2021 - Wahlen - sachsen.de. Abgerufen am 18. August 2023.
49. ↑  Statistisches Landesamt des Freistaates Sachsen: Bundestagswahl 2017 - Wahlen - sachsen.de. Abgerufen am 22. April 2022.
50. ↑  Statistisches Landesamt des Freistaates Sachsen: Bundestagswahl 2013 - Wahlen - sachsen.de. Abgerufen am 22. April 2022.
51. ↑  Statistik - GENESIS-Online. 18. August 2023, abgerufen am 18. August 2023.
52. ↑  Statistik - GENESIS-Online. 18. August 2023, abgerufen am 18. August 2023.
53. ↑  Statistik - GENESIS-Online. 18. August 2023, abgerufen am 18. August 2023.
54. ↑  Statistik - GENESIS-Online. 18. August 2023, abgerufen am 18. August 2023.
55. ↑  Statistik - GENESIS-Online. 18. August 2023, abgerufen am 18. August 2023.
56. ↑  Statistik - GENESIS-Online. 18. August 2023, abgerufen am 18. August 2023.
57. ↑  Referat Kommunikation und Öffentlichkeitsarbeit: Wahlergebnisse - Wahlen - sachsen.de. Abgerufen am 16. Juni 2024.
58. ↑  Statistik - GENESIS-Online. 24. August 2023, abgerufen am 24. August 2023.
59. ↑  Statistik - GENESIS-Online. 24. August 2023, abgerufen am 24. August 2023.
60. ↑  Statistik - GENESIS-Online. 24. August 2023, abgerufen am 24. August 2023.
61. ↑  Statistik - GENESIS-Online. 24. August 2023, abgerufen am 24. August 2023.
62. ↑  Statistik - GENESIS-Online. 24. August 2023, abgerufen am 24. August 2023.
63. ↑  Siegfried Walther: Rodewisch im Wandel der Zeit - Eine Chronik und ein wenig mehr... Kapitel 7: Politische Veränderungen; Kapitel 8: Gesellschaftliche Wandlungen. Hrsg.: Stadtverwaltung Rodewisch. Rodewisch 2011, ISBN 978-3-942267-16-8, S. 72 f., 93.